# Mercedes-Benz-Bus

Logo

Omnibusse unter dem Markennamen Mercedes-Benz werden seit 1926 von Daimler-Benz und seit 1995 von der Daimler-Truck-Tochter Daimler Buses hergestellt. Der international agierende Unternehmensbereich Buses der Daimler Truck AG ist einer der größten Hersteller von Bussen, wovon Mercedes-Benz heute nur eine der Marken darstellt.
Prinzipiell können seit den 1960er Jahren drei Gruppen von Bussen im Modellprogramm unterschieden werden: Linienbusse, Reisebusse sowie von Kleintransportern abgeleitete Kleinbusse. Im nachfolgenden Artikel werden Modelle aller drei Sparten, jedoch chronologisch nach ihrem Erscheinen, aufgelistet.

## Konstruktionen vor 1945

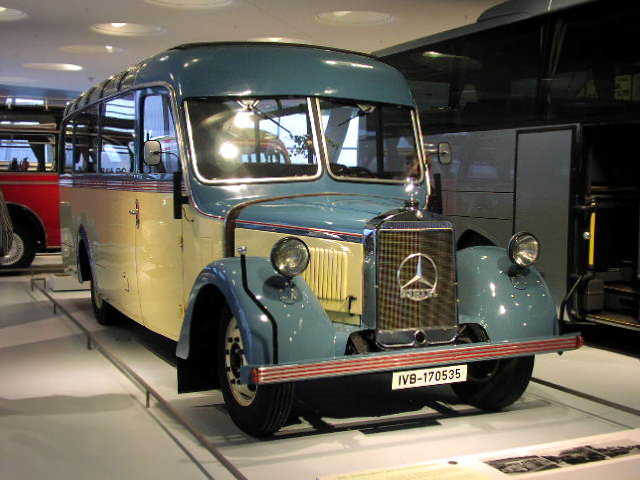
Mercedes-Benz O 2600 (gebaut ab 1938)

Bereits die Vorgängerfirmen Daimler-Motoren-Gesellschaft (Stuttgart und Berlin) und Benz & Cie. (Mannheim) hatten Omnibusse hergestellt. Daimler produzierte ab 1896 erste Omnibusse, Benz ab 1895. Nach der Fusion von Daimler und Benz zu Daimler-Benz im Jahr 1926 wurde der Bau von Bussen weiter vorangetrieben. An der Fertigung beteiligt waren nun die Werke in Gaggenau (Fahrgestelle), Sindelfingen (Karosserien) und Mannheim, in den 1930er Jahren auch Stuttgart-Untertürkheim. Die Nutzfahrzeuge wurden mit „L“ (Lastkraftwagen-Fahrgestell mit hohem Rahmen), „O“ (Omnibus mit niederem/gekröpftem Rahmen) oder „Lo“ (mittelhoher Rahmen für kleinere Lastwagen/Lieferwagen und Busse) mit vierziffriger Ergänzung in Höhe des Fahrzeuggewichts bezeichnet, z. B. O 4000 oder Lo 2000.
Damals befanden sich die Motoren zumeist vorn, die Fahrzeuge waren als Haubenfahrzeuge mit deutlich ausgeprägter („eckiger“) Motorhaube konstruiert. Sie wurden mit Motoren aus eigener Fertigung ausgestattet, der Antrieb erfolgte auf die Hinterachse. Seit 1928 wurden auch Dieselmotoren eingebaut, Busse mit Ottomotoren waren jedoch weiterhin im Programm. Zusätzlich zu den zweiachsigen Fahrzeugen wurden auch dreiachsige Busse und Chassis auch für Doppeldecker- und Oberleitungsbusse gefertigt.
Während zu Beginn der 1920er Jahre die Aufbauten aller Busse oft noch als reine Holzkonstruktionen ausgeführt waren, setzte sich bald eine Holz-Metall-Gemischtbauweise durch. Bereits etwa Mitte der 1930er Jahre gab es auch erste Ganzstahlkarosserien. Alle schweren Fahrzeuge basierten zu dieser Zeit noch auf separaten Fahrgestellen, zumeist auf schweren Leiterrahmen. Diese konstruktiv weitgehende Trennung von Fahrgestell und Aufbau führte dazu, dass Karosseriebaubetriebe die Aufbauten auf die ab Werk lieferbaren, technisch fahrfertig ausgerüsteten Bodengruppen aufbauten.

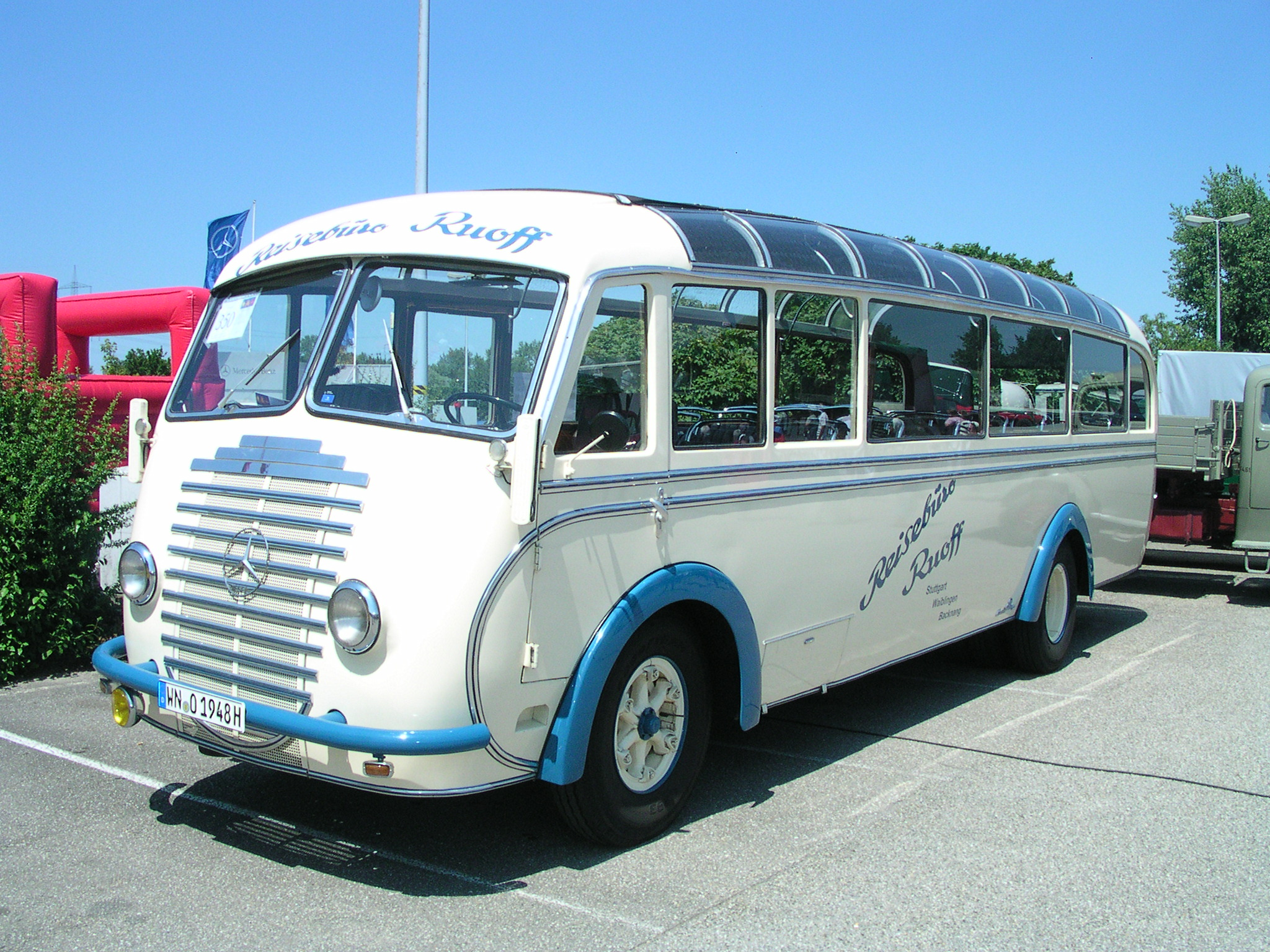
Frontlenker Mercedes-Benz OP 3750 (nach dem Krieg von Auwärter neu karossiert)

Schon Anfang der 1930er Jahre wurden auch einige Frontlenkerbusse karossiert. Bei Daimler-Benz erhielten die Frontlenker den etwas irreführenden, an die luxuriösen Eisenbahnwaggons angelehnten Namen „Pullman“, der sich – unter anderem durch den Zusatz des Buchstabens „P“ in der Typbezeichnung – bis zum allgemeinen Durchsetzen von Frontlenkern und der gänzlichen Verdrängung der Haubenbusse in den 1950er Jahren hielt. Der Fahrerplatz wurde bei diesen frühen Frontlenkern neben dem, wie üblich vorn stehenden, Motor platziert, die Karosserie wurde also nach vorn verlängert. Die vom Motor ausgehende Hitze und der Lärm wurden nun innerhalb des Innenraumes nur in geringem Maße durch die Motorabdeckung gedämpft.
Daimler-Benz war in den 1930er Jahren vor Opel und Büssing Marktführer bei den Omnibussen, angesichts der großen Zahl damaliger Wettbewerber jedoch trotzdem bei mäßigen Stückzahlen. Den Erfolg verdankte man vor allem dem raschen Popularitätsanstieg des Dieselmotors, auf den man bei Daimler-Benz recht früh gesetzt hatte.
Größere Abnehmer der Daimler-Benz-Busse zu dieser Zeit waren bereits die Deutsche Reichsbahn und vor allem die Deutsche Reichspost, die damals größter Busbetreiber in Deutschland war. Gegen Ende der 1930er Jahre wurden im Zuge der nationalsozialistischen Aufrüstung auch in zunehmend größerer Zahl Busse an die Wehrmacht geliefert. Durch die nachfolgende Kriegswirtschaft während des Zweiten Weltkrieges wurde das Modellprogramm stark reduziert und später die verbliebenen Modelle stark vereinfacht, um knappe Rohstoffe und Produktionskapazität einzusparen. Im Kriegsverlauf wurden auch die Omnibus-Herstellerwerke beschädigt, das Gaggenauer Werk wurde fast völlig zerstört.

## Konstruktionen von 1945 bis 1967

### Wiederbeginn nach dem Zweiten Weltkrieg

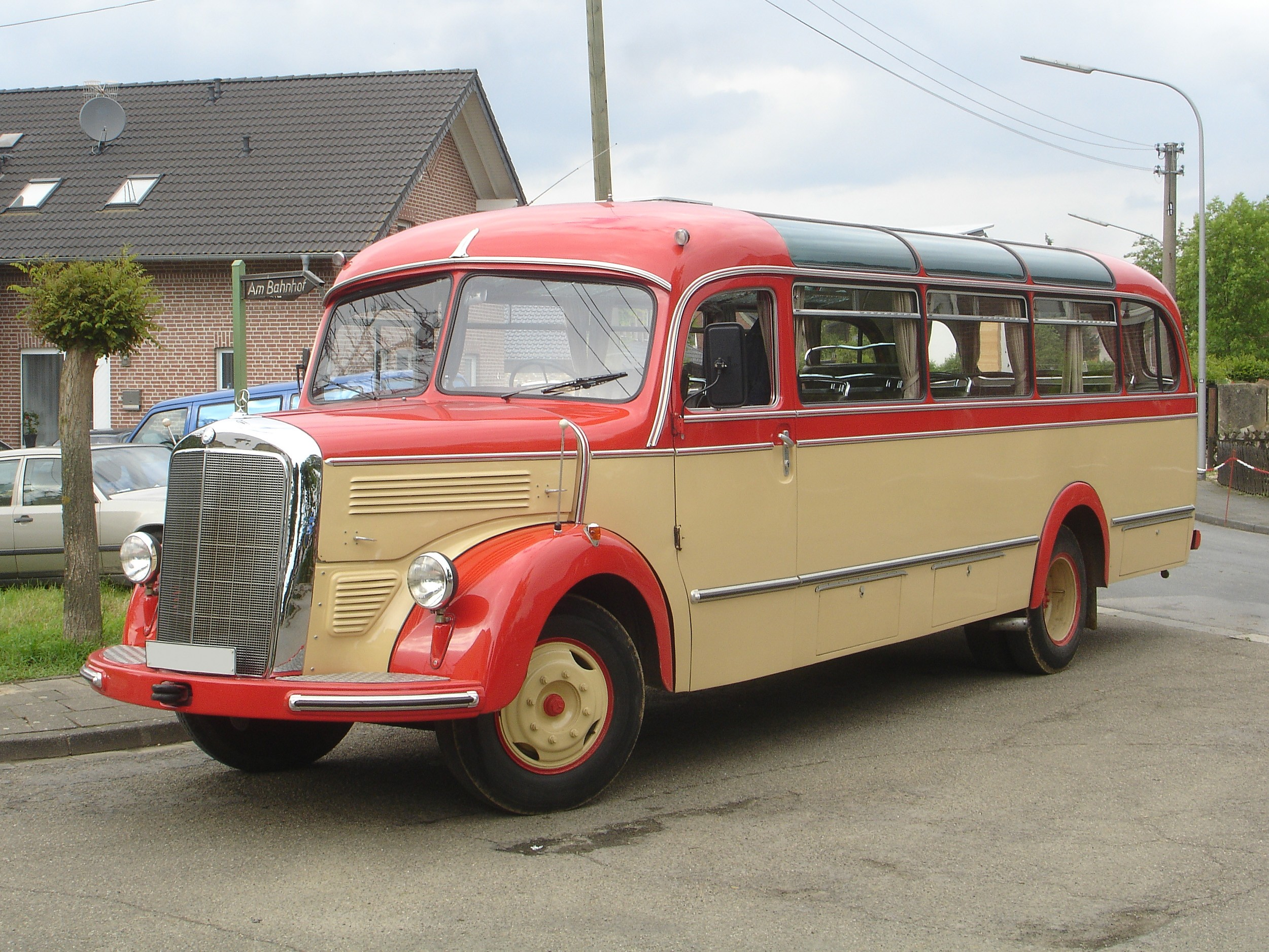
Reisebus Mercedes-Benz O 3500

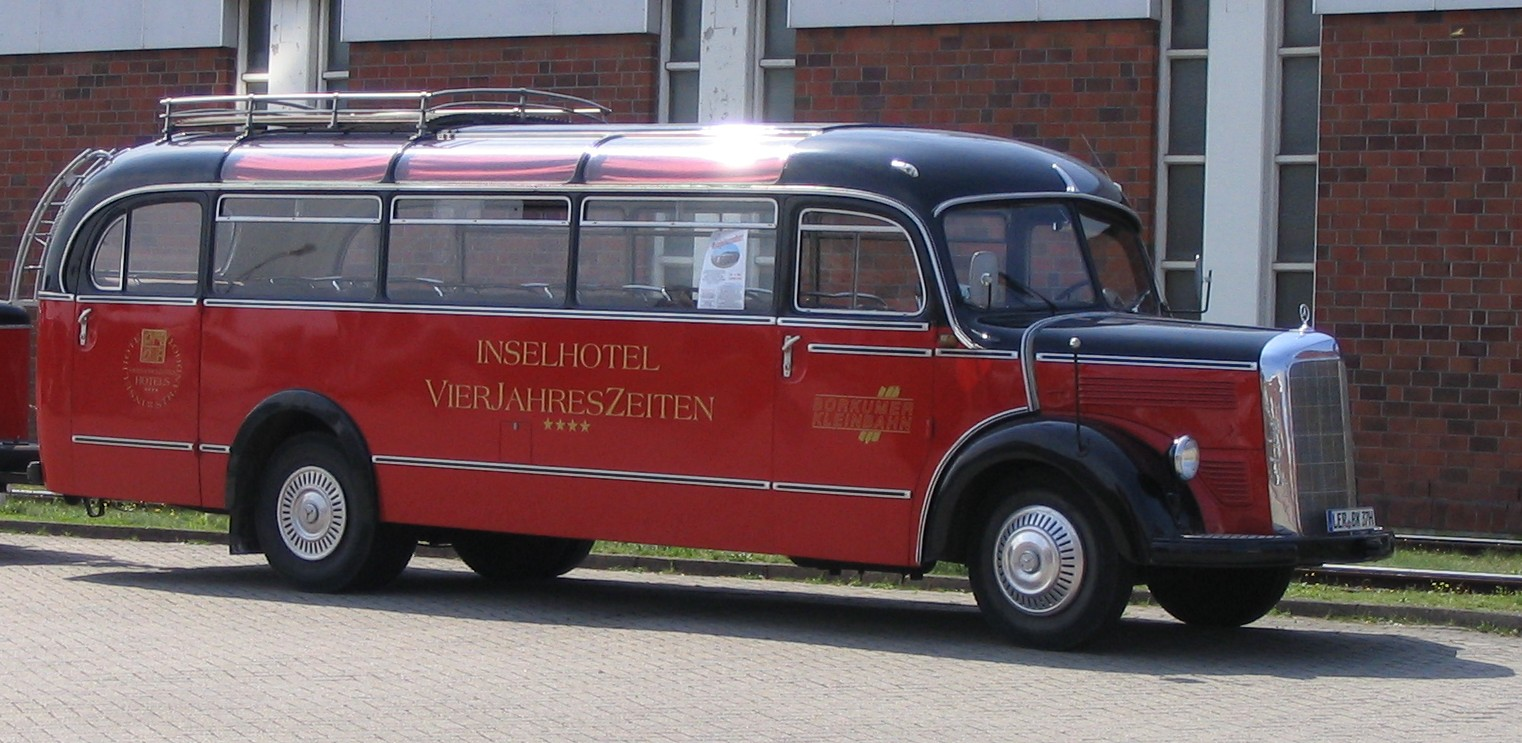
Reisebus Mercedes-Benz O 3500

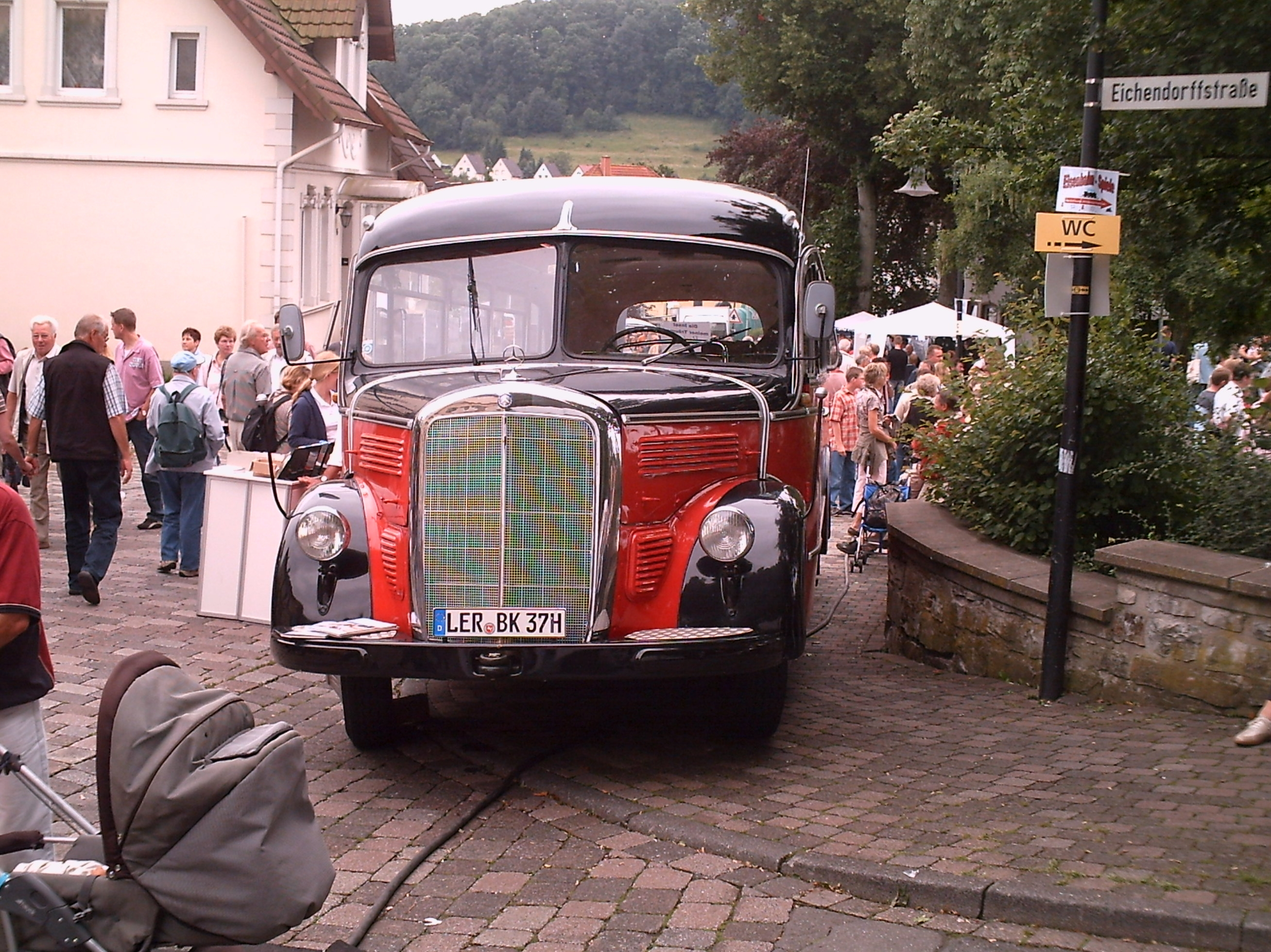
Nostalgischer Mercedes-Benz-Reisebus (O 3500) beim Viadukt-Fest 2007 in Altenbeken

Nach dem Ende des Zweiten Weltkriegs wurde die zeitweise unterbrochene Produktion wieder aufgenommen. Das Programm bestand allerdings zunächst nur aus dem wieder produzierten Haubenbus-Kriegstyp O 4500, der mit einer Einfachst-Karosserie mit Beplankung aus Hartfaserplatten ausgestattet war, sowie der Bodengruppe für einen Frontlenker-Oberleitungsbus unter der Bezeichnung O 5000 T, die jedoch nur in kleiner Stückzahl hergestellt wurde. 1948 war der Typ O 5000 als Nachfolger des O 4500 wieder mit einer Stahlblechkarosserie ausgestattet, er blieb bis 1950 im Programm. Bei Daimler-Benz werkseitig karossierte Frontlenkerbusse gab es zunächst nicht mehr.

### Letzte Haubenbusse O 3500 und O 6600
1949 erschien mit dem O 3500 die erste Neukonstruktion nach dem Krieg, ein Haubenbus mittlerer Größe, den es als Fahrgestell für Aufbauhersteller als auch mit Karosserien aus dem Daimler-Benz-Karosseriewerk Sindelfingen wahlweise für den Stadt-, Überland- und Reiseverkehr gab. Dieses Modell teilte sich, wie damals noch bei vielen Herstellern üblich, große Teile von Technik und Konstruktion mit den vergleichbar großen Lastwagen-Baureihen, bei Daimler-Benz war dies der L 3500. Die Produktionszahlen stiegen stark an; zunehmend wurden die Busse auch exportiert (z. B. nach Südamerika).
Von 1950 bis 1955 wurde als Nachfolger des O 5000 der Typ O 6600 gebaut, zunächst weiterhin als Haubenfahrzeug, ab 1951 auch als erstes Nachkriegsmodell wieder als Frontlenker unter der Bezeichnung O 6600 H mit stehendem Motor im Fahrzeugheck.

### Technische Entwicklung Anfang der 1950er Jahre
Zusätzlich zu komplett ausgestatteten Fahrzeugen lieferte Daimler-Benz wie auch die Mitbewerber auch weiterhin Fahrgestelle mit Motoren, jedoch ohne Karosserie, die von Karosseriebaufirmen mit selbst konstruierten Aufbauten versehen wurden. Das äußere Erscheinungsbild von Bussen, die den Mercedes-Stern tragen, kann daher gerade bei frühen Modellen erheblich vom Design der von Daimler-Benz selbst karossierten Busse abweichen.
Bislang waren die Busse in klassischer Bauart hergestellt worden: Ein kräftig dimensioniertes Fahrgestell wurde mit einem Aufbau aus Stahlblech versehen. Diese Bauart war zwar sehr robust, aber auch sehr schwer. Als Alternative boten sich selbsttragende Karosserien an, wie sie sich in der Nachkriegszeit auch im Pkw-Bau durchzusetzen begannen und vor allem von den Wettbewerbern Kässbohrer Setra und Auwärter Neoplan bereits früh im Omnibusbau angeboten wurden. Diese Bauart brachte jedoch den Nachteil mit sich, dass man keine Fahrgestelle mehr an fremde Karosseriebaufirmen hätte verkaufen können, weil es ein separates Fahrgestell im eigentlichen Sinn gar nicht mehr gegeben hätte. Daimler-Benz entschloss sich daher zum Bau von Bussen mit halb-selbsttragenden Karosserien, so dass weiterhin Bodengruppen zum Aufbau an Fremdfirmen verkauft werden konnten.
Stammwerk für die Busproduktion wurde das Werk Mannheim, nachdem die Lkw-Fertigung von dort schrittweise in andere Produktionsorte verlagert wurde.

### Erster halb-selbsttragender Frontlenker: O 321 H

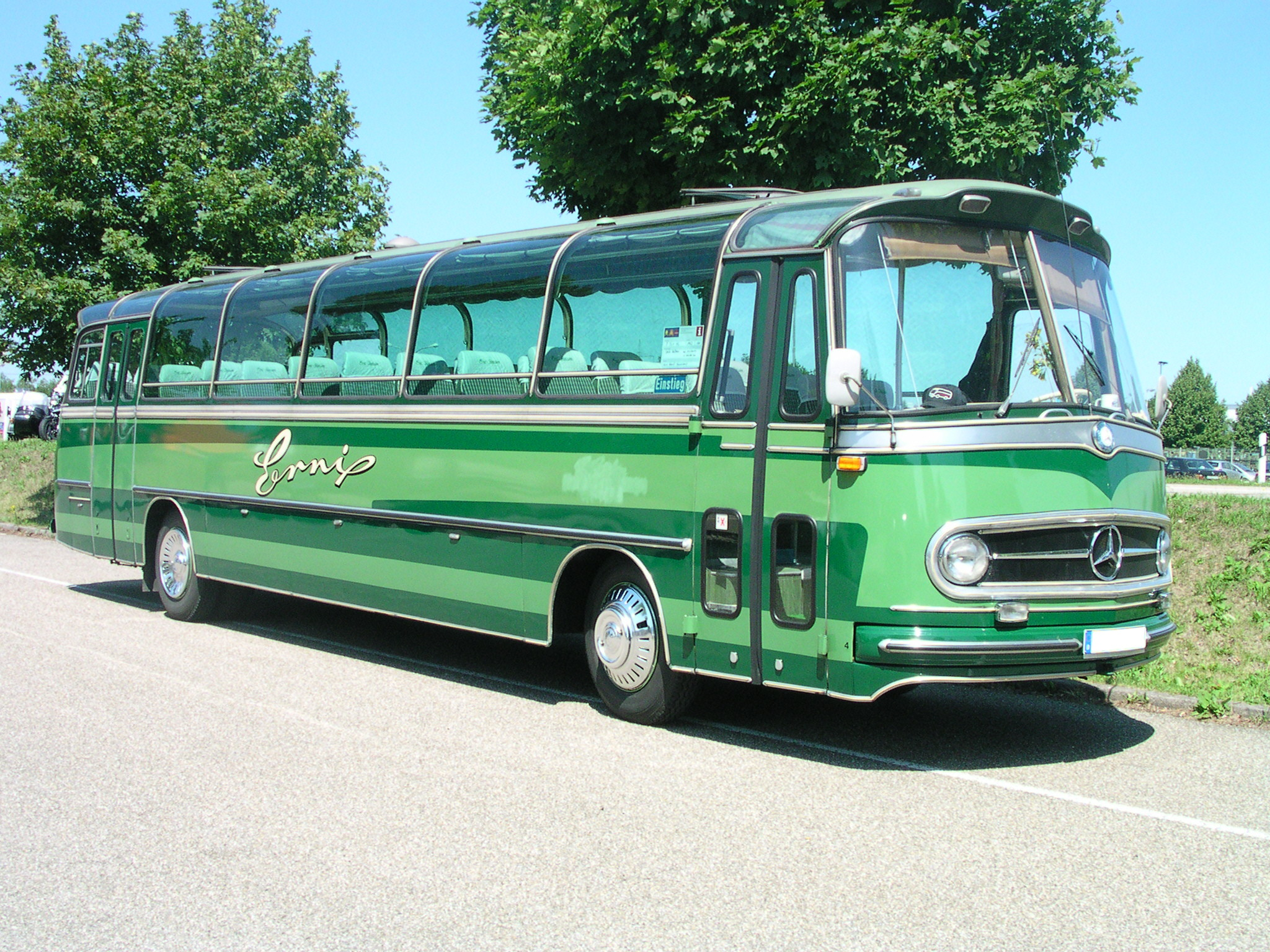
Mercedes-Benz O 321 HL, Reisebus (Langversion mit Steib-Karosserie)

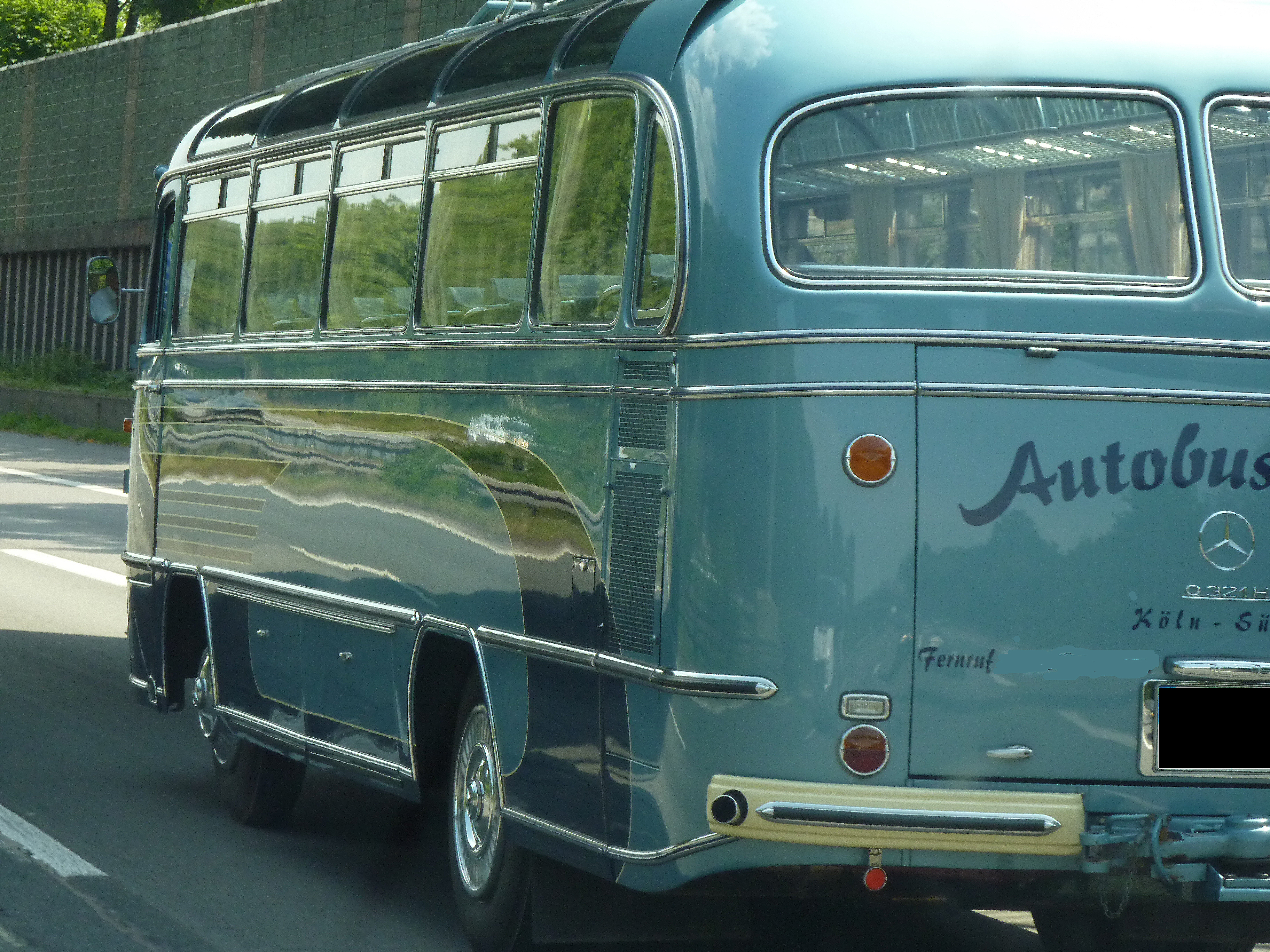
Mercedes-Benz O 321 H

Der erste Vertreter dieser Art war 1954 der O 321 H, ein Fahrzeug mittlerer Baugröße, das den inzwischen antiquierten O 3500 ablöste. Auch dieses Modell war als Stadt-, Überland- sowie Reisebus erhältlich. Der Motor stand wie beim O 6600 H hinter einer von außen zugänglichen Klappe im Fahrzeugheck. 1956 erschien als Ergänzung eine um ein Fensterteil längere Version unter dem Namen O 321 HL, die zwei zusätzliche Sitzreihen bot. Die Modelle O 321 H und HL waren sehr erfolgreich und blieben bis 1964 im Inlands-Verkaufsprogramm, für den Export wurden sie noch einige Zeit danach weiter gebaut. Noch bis 1961 blieb auch gleichzeitig der große O 6600 H als Frontlenker, später unter der Bezeichnung O 320 H, im Angebot.
Daneben gab es stets einige für Fremdaufbauten vorgesehene Fahrgestelle, die noch enger mit dem Lkw-Programm verwandt waren, etwa die Typen OP 311 und OP 312.

### Eigener Kleinbus O 319

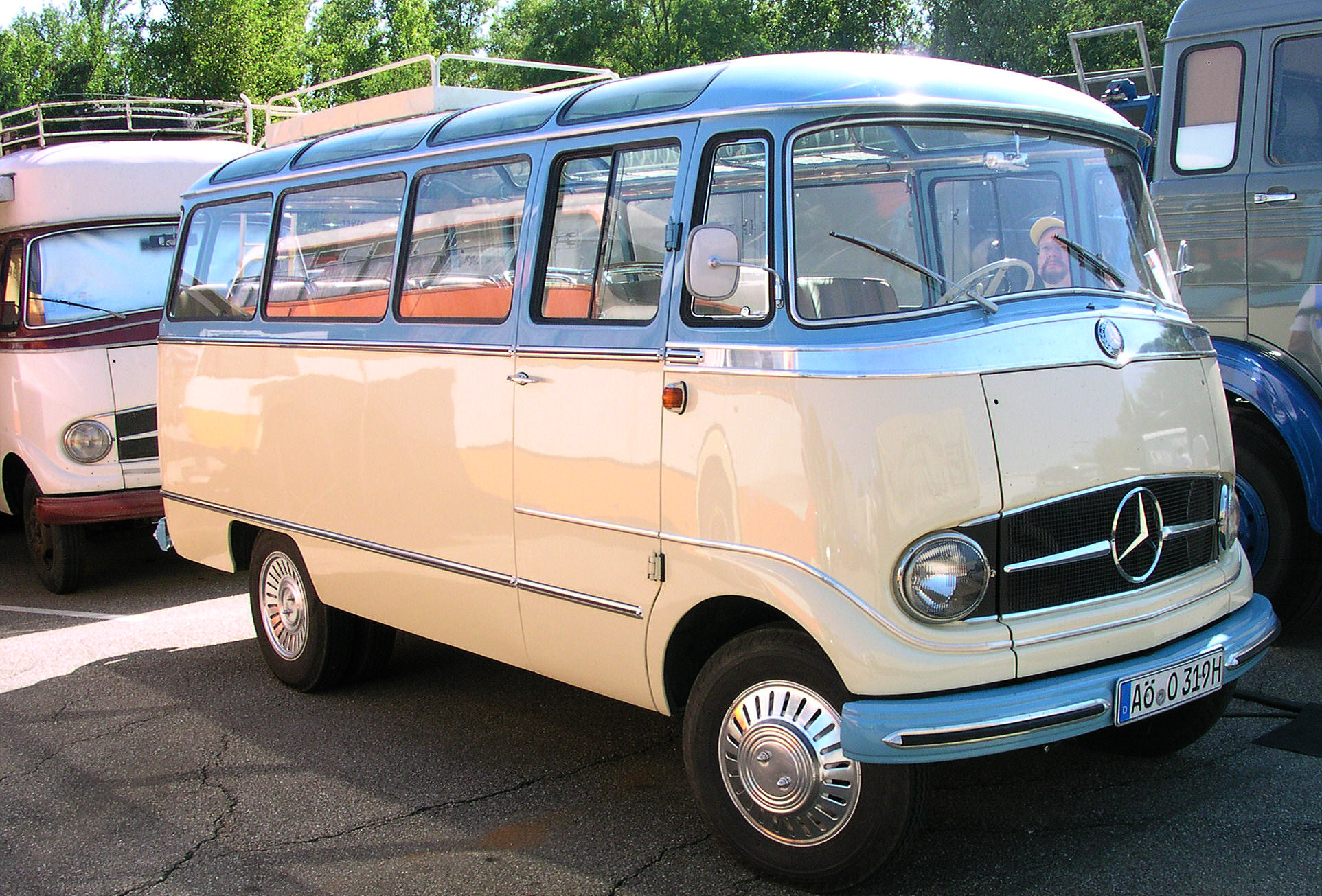
Mercedes-Benz O 319, Panorama-Kleinbus

Ab 1956 bot Daimler-Benz auch kleinere Busmodelle an, die konstruktiv mit den ab 1955 gebauten Mercedes-Benz-Transportern L 319 zusammen entstanden waren. Konsequenterweise erhielten die teilweise für damalige Verhältnisse bereits recht komfortabel ausgestatteten Kleinbusse den Namen O 319, nachdem bereits seit den 1930er Jahren die meisten und seit 1945 alle Busse den Kennbuchstaben „O“ für Omnibus am Anfang der Modellbezeichnung trugen. Wie die Transporter waren auch die Kleinbusse wahlweise mit Diesel- oder Otto-Motoren im Angebot. Die Palette begann beim für ein Fahrzeug dieser Größe schon damals recht schwachen Dieselmotor mit 43 PS (32 kW), der Ottomotor lieferte zunächst 65 PS (48 kW). Bis zum Ende der Fertigung stiegen die Motorleistungen auf 55 (40) beim Diesel- bzw. 80 PS (59 kW) beim Ottomotor. Es gab einfache und gehobene Ausstattungsvarianten, letztere teilweise schon mit erhöhtem Dach. Der O 319 blieb bis 1967 im Programm, als auch bei den Transportern ein Generationswechsel erfolgte.

### Erster reiner Linienbus O 317

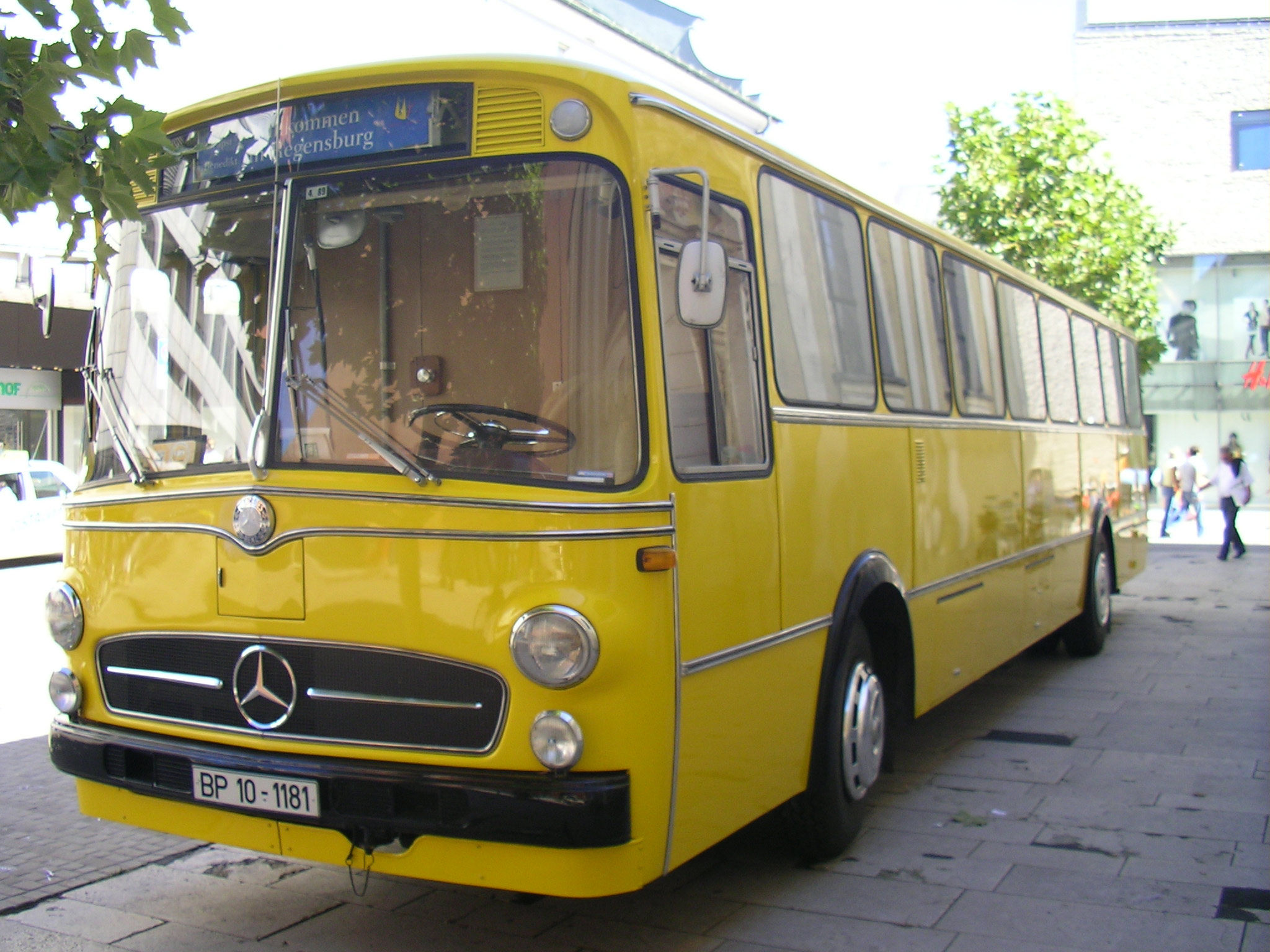
Mercedes-Benz O 317, Postbus (fahrendes Postamt)

Nachdem zuvor Reise- und Linienbusse auf dem gleichen Fahrgestell basierten, erschien mit dem O 317 im Jahr 1957 der erste reine Linienbus für den Stadt- und Überlandverkehr. Dieses wie der O 321 H in halb-selbsttragender Bauweise konstruierte Modell verfügte über einen unterhalb des Wagenbodens zwischen den Achsen angeordneten Unterflurmotor, eigentlich eine Domäne des Konkurrenten Büssing. Diese Bauart ermöglichte auch die Verwendung der Bodengruppe zum Bau von Gelenk- und Anderthalbdeckerbussen, der durch externe Karosseriebaufirmen ab 1958 realisiert wurde. Daneben wurden durch diese auch eigenkarosserierte Linien- sowie auch Reisebusse auf der O-317-Bodengruppe aufgebaut.
1963 wurde der 12 m lange, im Werk Mannheim gefertigte, O 317 durch eine etwas kürzere Version mit der Bezeichnung O 317 K mit einem Radstand von 5.850 mm und einer Länge von 11.270 mm (ab 1966 auch 11.730 mm) ergänzt. Neben kleineren auch optischen Veränderungen gab es 1966 einen großen Entwicklungssprung. Die Fensterflächen wurden um etwa ein Drittel vergrößert, dafür wurde der Wagenkasten nicht mehr so rundlich ausgeführt und an den Seiten höhergezogen, was dem Wagen ein deutlich moderneres Gepräge gab. Es gab verschiedene Türanordnungen (vorn, Mitte, hinten) mit nun außenbündigen zwei-, drei- oder vierteiligen Innenfalttüren. Außerdem wurden die Inneneinrichtung (Sitze) und die Heizung (zusätzlicher Wärmetauscher) verbessert.
Während der langen Bauzeit stieg auch bei diesem Modell die Leistung der eingebauten Dieselmotoren, von anfänglich 172 PS (127 kW) auf 185 (136) bzw. 210 PS (154 kW) (Direkteinspritzmotor OM 346).
Der Typ O 317 war sehr erfolgreich und wurde auch von Deutscher Bundesbahn und Deutscher Bundespost in großen Stückzahlen für den Überlandverkehr (besonders in Süddeutschland) beschafft. Er blieb – zuletzt neben den Heckmotor-Bustypen O 302 und Standard-Linienbusses der ersten Generation O 305 – bis 1972 im Angebot, als Fahrgestell für Fremdaufbauten sogar bis 1976.
Inzwischen ist der O 317 von den europäischen Straßen verschwunden. In Deutschland wurde vom städtischen Verkehrsbetrieb der Hansestadt Lübeck ein Exemplar dieser Baureihe aufbewahrt (Stand 2014). Ebenso besitzen die Essener Verkehrs-AG einen O 317 mit Anderthalbdeckeraufbau sowie die Stuttgarter Straßenbahnen einen historischen Gelenkbus auf O-317-Basis mit Vetter-Aufbau, der unter dem Spitznamen „Gottlieb Schlenkerle“ vermarktet wird, sowie zusätzlich ein baugleiches weiteres Exemplar als Ersatzteilspender. Auch in Luxemburg gibt es mit dem BUS 34 noch ein in den Originalfarben restauriertes Exemplar aus dem Jahr 1959, das früher für die T.I.C.E. (interkommunales Tramsyndikat des Kantons Esch) im Süden des Landes bis 1977 eingesetzt wurde und jetzt dem „Services des Sites et Monuments“ gehört. Dieser Bus kann heute bei der „Vereinigung BUS 34“ für Rundfahrten und besondere Anlässe gemietet werden. Die Stuttgarter Straßenbahnen haben seit 2016 einen weiteren O-317-Solobus von 1961 in 12-m-Überlandversion als historisches Fahrzeug im Bestand.

### Reise- und Linienbus O 302

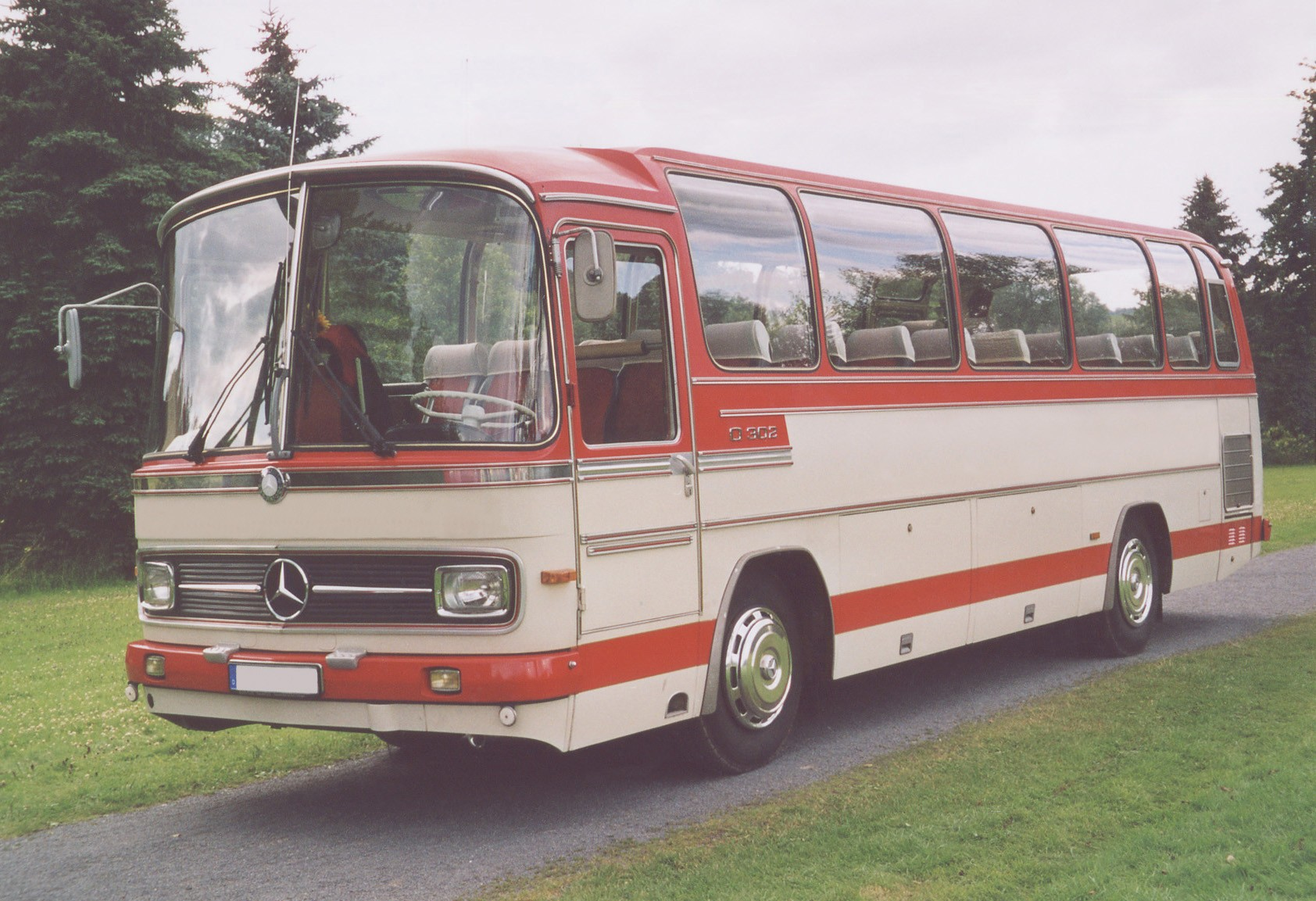
Mercedes-Benz-O-302-Reisebus, kürzere Version

Als Nachfolger des Typs O 321 H erschien 1964 der Heckmotorbus O 302. Er war vor allem als Reisebus konzipiert, war aber – mittlerweile in einer Vielzahl von Varianten – wiederum auch als Überland- und sogar auch als Stadtlinienbus mit Falttüren zum schnellen Fahrgastwechsel erhältlich. Die an die Bundeswehr gelieferten O 302 erhielten die breiten vierteiligen Falttüren in der Mitte und eine einfache Schlagtür vorn.
Der O 302 blieb zehn Jahre im Programm, bis er 1974 durch den Typ O 303 ersetzt wurde, der zu ihm jedoch konstruktiv wie optisch eine recht enge Verwandtschaft aufwies.

#### Fußball-Weltmeisterschaft 1974
Zur Fußball-Weltmeisterschaft 1974 in der Bundesrepublik Deutschland stellte Daimler-Benz jeder Nationalmannschaft einen Reisebus O 302 mit entsprechend den jeweiligen Landesfarben lackierten Außenseiten zur Verfügung. Als Skandal wurde aus westdeutscher Sicht das Verhalten der DDR gewertet. Diese nahm ihren Bus nicht an, da Hammer und Zirkel fehlten, obwohl Teil der DDR-Staatsflagge. Nach massiver Intervention der Delegation wurde das Staatssymbol der DDR schließlich doch noch angebracht.
Nachdem der originale westdeutsche Mannschaftsbus noch bis Ende der 1990er Jahre bei einem Busunternehmen in Deutschland existiert hatte, wurde dieses Fahrzeug vor einigen Jahren ins Ausland verkauft und war nicht mehr auffindbar. Da der Hersteller im Rahmen der Werbekampagnen für die Fußball-Weltmeisterschaft 2006 den 1974er Mannschaftsbus gerne vorstellen wollte, entschloss man sich daraufhin, ihn aus einem anderen Fahrzeug nachzuempfinden. Ein Nachbau des bundesdeutschen Mannschaftsbusses wurde auf der IAA 2005 in Frankfurt am Main vorgestellt. Als Basis diente ein bereits einige Jahre zuvor restauriertes Exemplar der Pinneberger Verkehrsgesellschaft (PVG). Dieser bereits 1972 gebaute Bus mit über 700.000 Kilometern Laufleistung wies allerdings schon wieder massive Durchrostungen auf. Seit Mai 2006 steht diese Replik, allerdings als solche gekennzeichnet, im neuen Mercedes-Benz-Museum in Stuttgart.

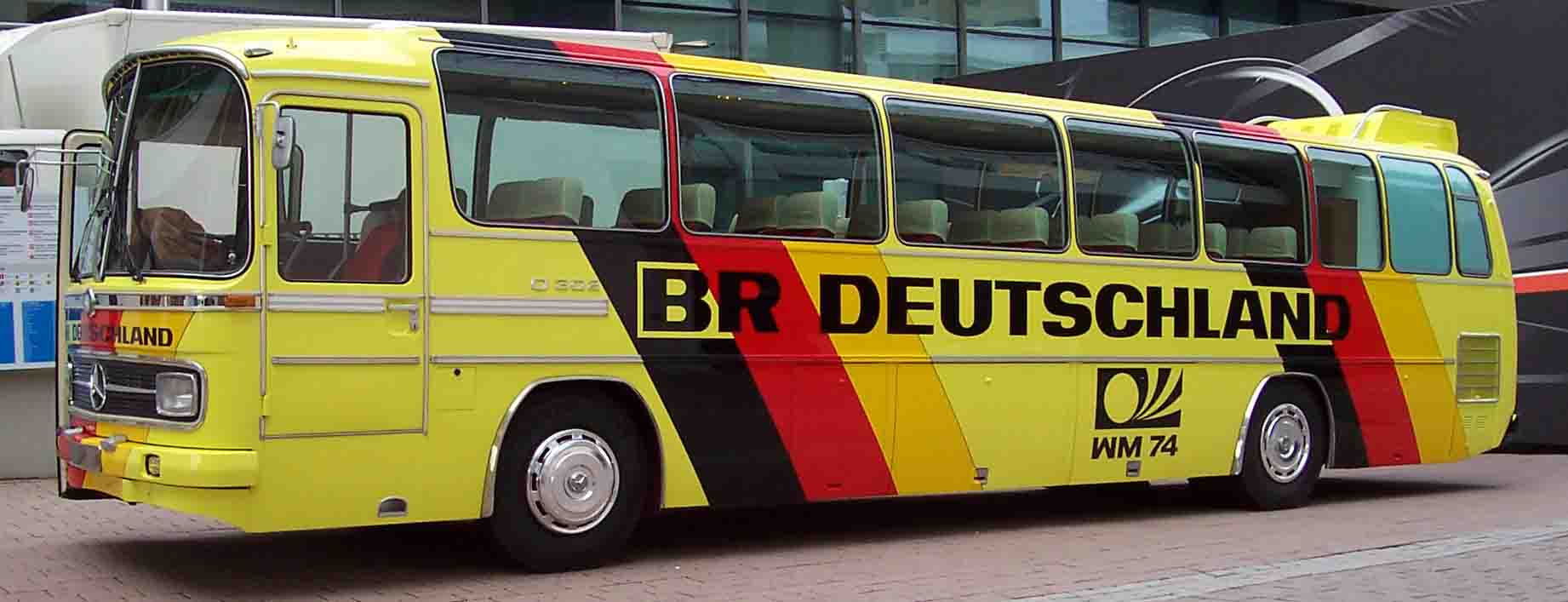
Bus der deutschen Fußballnationalmannschaft 1974 …
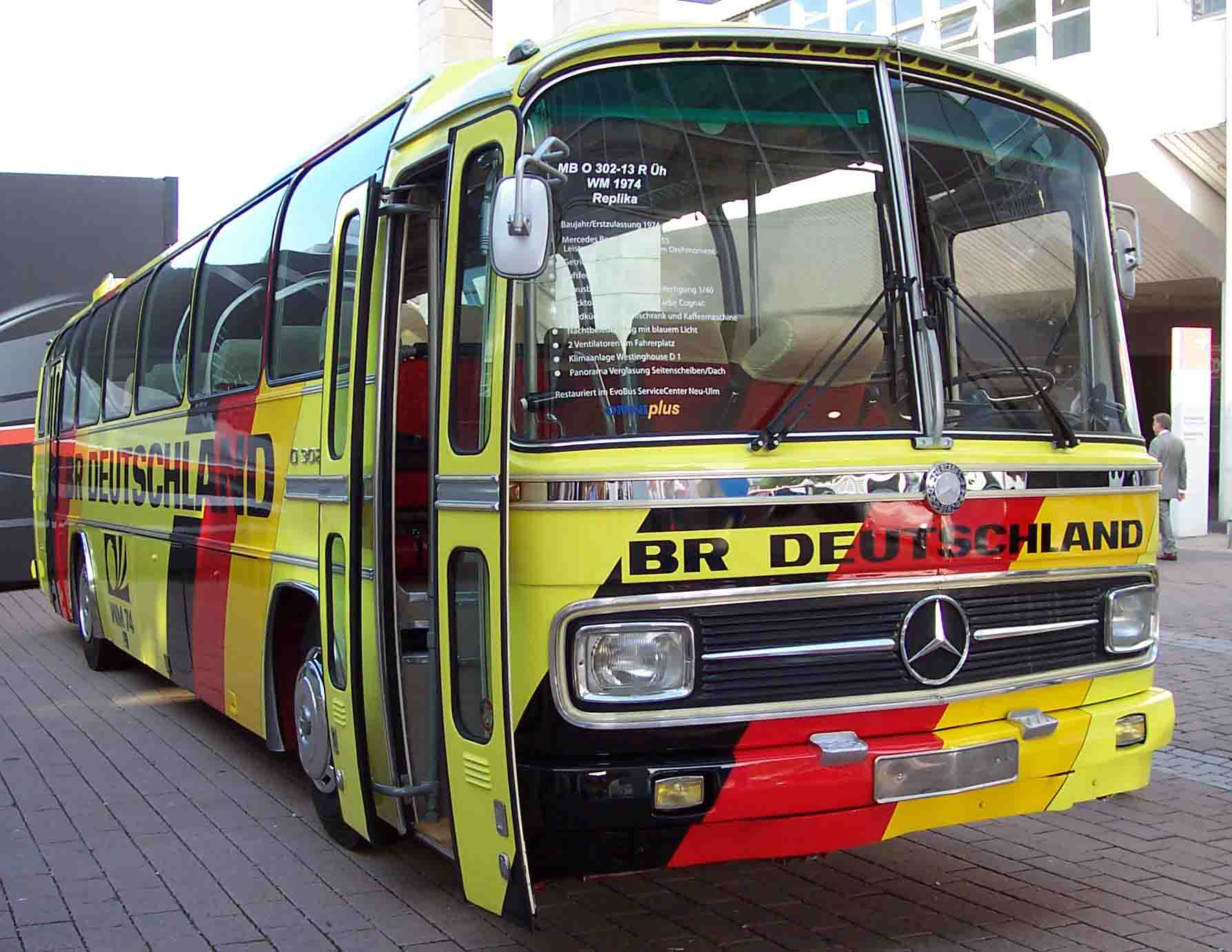
… allerdings ein Nachbau
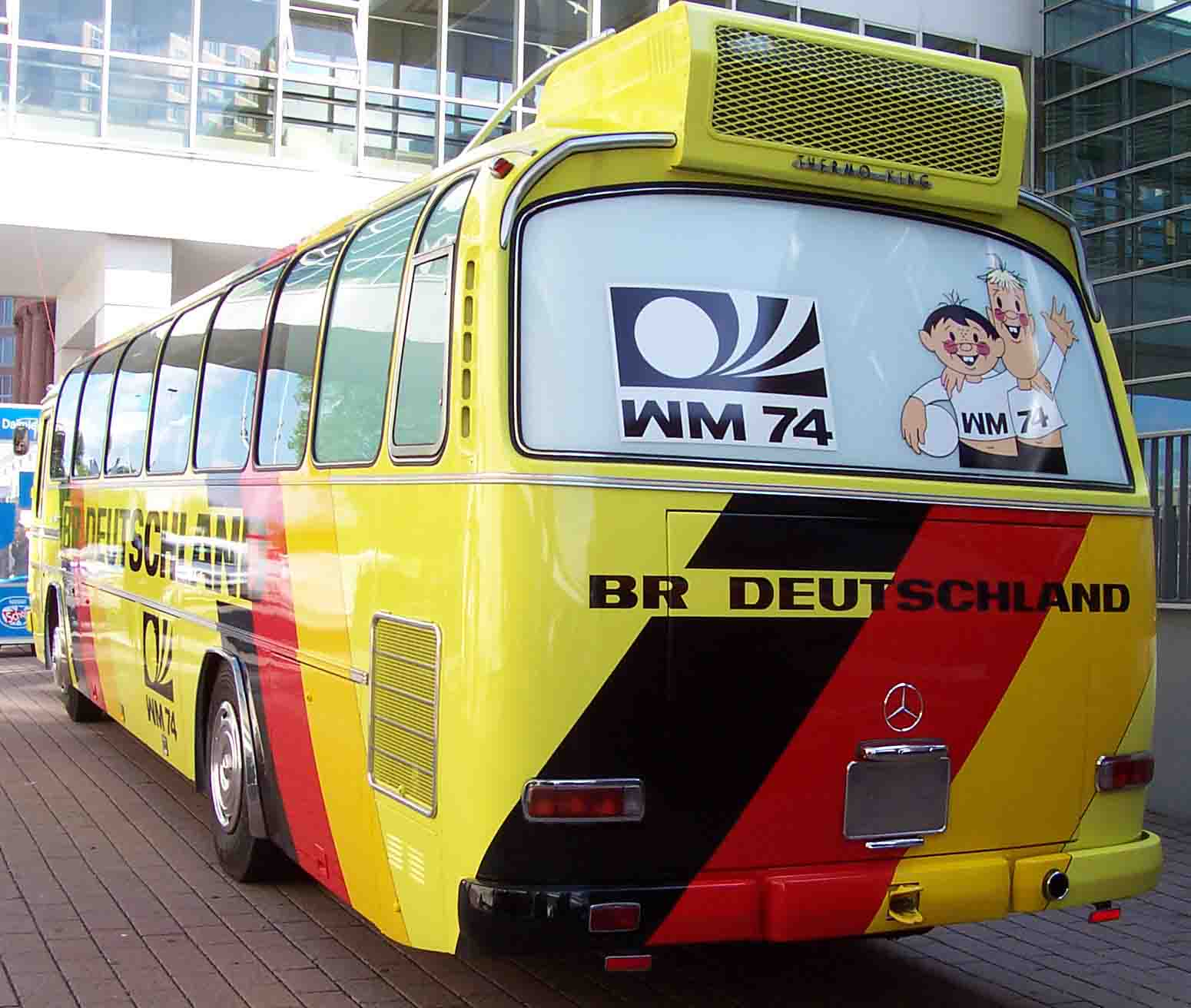
Logo der Fußball-Weltmeisterschaft 1974

- MB O 302-13 R Üh
- Mercedes-Benz Omnibus 302-13 R Üh
  - Baujahr / Erstzulassung: 1974
  - Mercedes-Benz Motor OM 355
  - Leistung 240 PS und 824 Nm Drehmoment
  - Getriebe ZF-S6-80
  - Luftfederung mit Rollbalg
  - Luxusbestuhlung Spezialanfertigung 1/40
  - Hecktoilette, Ausführung Farbe „Cognac“
  - Bordküche mit Kühlschrank und Kaffeemaschine
  - Nachtbeleuchtung mit blauem Licht
  - zwei Ventilatoren am Fahrerplatz
  - Klimaanlage Westinghouse D1
  - Panoramaverglasung bei Seitenscheiben / Dach
  - Restauriert im EvoBus ServiceCenter Neu-Ulm (OMNIplus)

## 1967 bis 1995

### Kubischer Kleinbus O 309

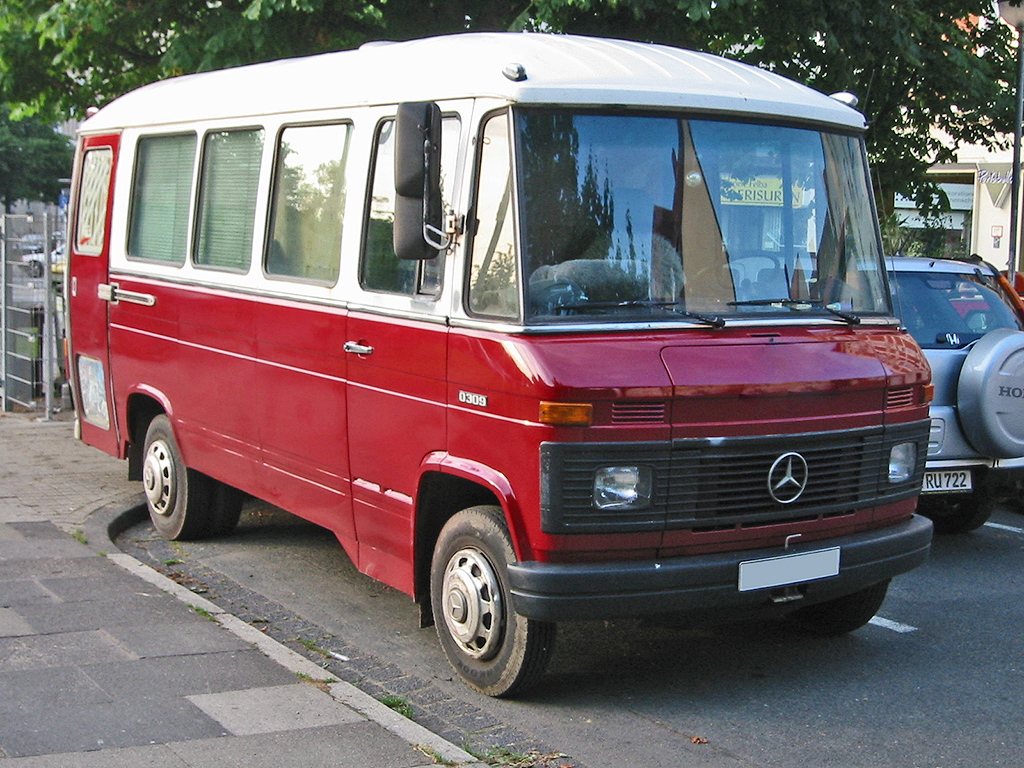
Kleinbus O 309, ab 1981 mit neuer Frontblende mit optionaler Hecktür

Im Jahr 1967 wurde der bereits gut zehn Jahre in Produktion befindliche Kleinbus und Kleintransporter O 319 (bzw. L 319) mit dem sogenannten Transporter T 2 durch eine Neukonstruktion ersetzt, die dem Zeitgeschmack entsprechend und in Anlehnung an die neuen, 1965 vorgestellten mittelschweren Frontlenker-Lkw der Modelle LP 608/808 eine kubische Bauform erhielt. Abweichend von den je nach Ausstattung variierenden Bezeichnungsschemata der Lkw erhielt der Bus grundsätzlich die Bezeichnung O 309. Wie beim Vorgänger waren zunächst Otto- und Dieselmotoren im Angebot, das Grundmodell bot Platz für bis zu 17 Fahrgäste. Waren anfänglich Motoren zwischen 60 (44) und 80 PS (59 kW) im Angebot, so stieg die Motorleistung ab 1968 auf bis zu 130 PS (96 kW). Das Fahrzeug blieb in dieser Form bis Ende der 1970er Jahre in der Produktion; ab 1979 kam ergänzend eine breitere Version auf den Markt, die bei gleicher Länge nun vier Passagieren auf je zwei Doppelsitzen nebeneinander und somit insgesamt bis zu 25 Personen Platz bot sowie auch ein höheres Dach erhielt. Diese war fortan die am meisten verkaufte Busversion. 1981 erhielten alle T-2-Transporter – so auch der Bus – ein Facelift. Die bisher in Stahl ausgeführte Fahrzeugfront wurde nun mit einer breiten schwarzen Plastikblende verkleidet. Während die Transporter ab 1986 von der ebenfalls T 2 genannten Nachfolgegeneration mit kurzer Motorhaube an der Front ersetzt wurden, blieb der Bus bis 1987 im Angebot, bis auch er einem Derivat des neuen Modells namens O 609 weichen musste.
Für die kleineren (auf Transportern basierenden) Fahrzeuge wurden und werden die folgenden Typen verwendet:
- Mercedes-Benz T 2, Düsseldorfer Transporter
- Harburger Transporter
- Mercedes-Benz T 1, Bremer Transporter
- Mercedes-Benz MB 100
- Mercedes-Benz Sprinter

### Erste Standard-Linienbus- und StÜLB-Generation: O 305 / O 307
1967 wurde der Daimler-Benz-Prototyp des VÖV-Standard-Linienbusses vorgestellt. Die Serienfertigung dieses O 305 begann 1969. Hierbei handelte es sich um standardisierte Linienbusse für den Stadt- und Überlandverkehr. Daimler-Benz wurde neben den Konkurrenten MAN und Magirus-Deutz sowie dem anfänglich noch sehr erfolgreich agierenden Wettbewerber Büssing zum größten Hersteller von VÖV-Standard-Linienbussen, die sich schnell in ganz Deutschland und teilweise auch im Ausland verbreiteten. So nutzte beispielsweise auch die französische Firma Heuliez die Bodengruppen von O 305 und O 305 G zum Bau von Linienbussen für den französischen Markt.
Neben den zweiachsigen Solowagen wurden für den Stadtverkehr auch Gelenkbusse hergestellt, zunächst allerdings nur von Fremdfirmen. Erst 1978 wurde mit dem Modell O 305 G ein vollständig selbst hergestellter Gelenkbus angeboten, ein Schubgelenkbus, der die von der FFG Fahrzeugwerkstätten Falkenried entwickelten Knickwinkelsteuerung für den Nachläufer im Gelenk benutzte. Mit den Standardbussen erfolgte auch die Entwicklung eines Spurbus-Systems, das erstmals 1979 auf der Internationalen Verkehrsausstellung (IVA) in Hamburg gezeigt wurde.
Hauptartikel siehe: Mercedes-Benz O 305

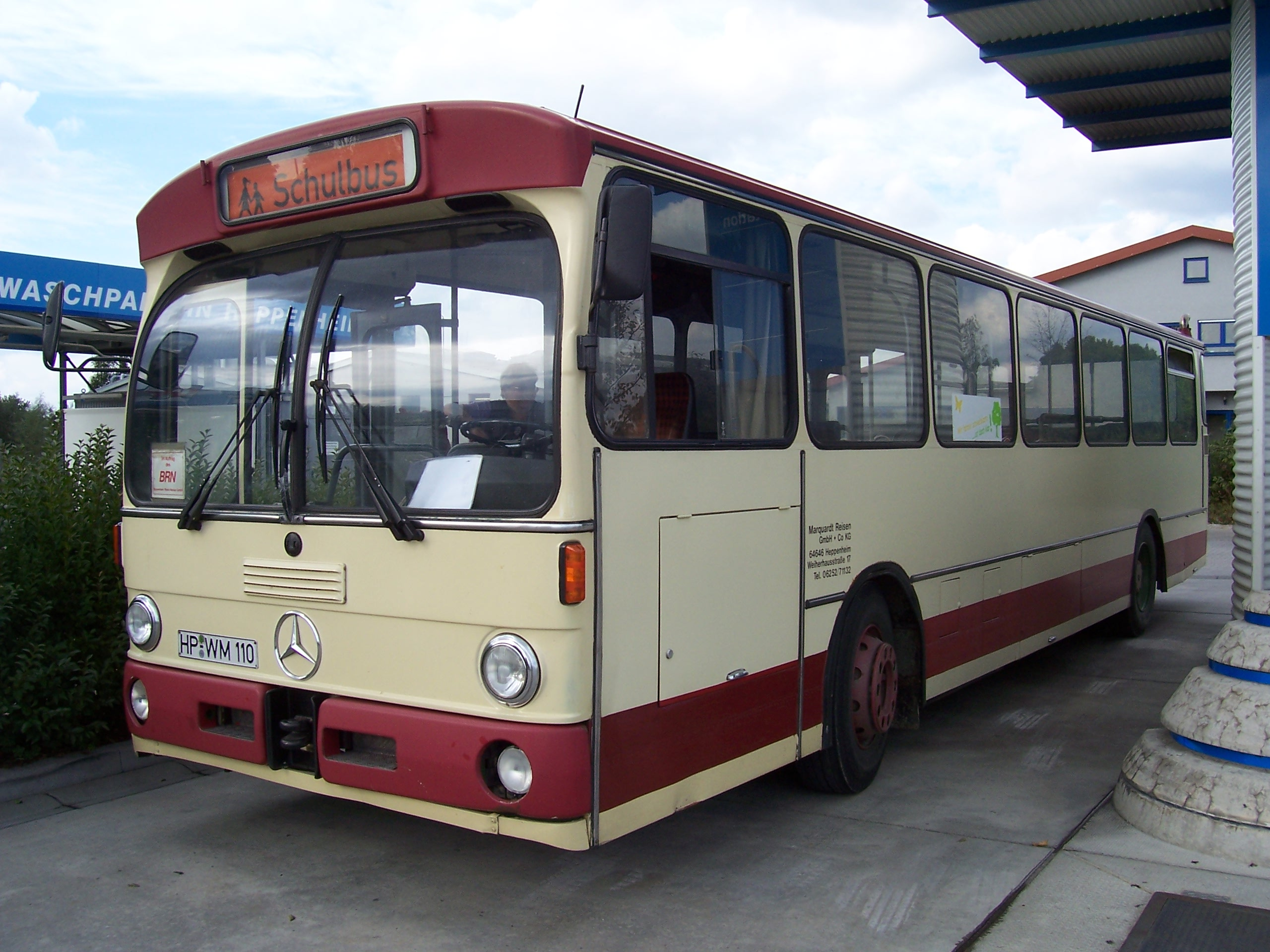
O 305, Standard-Stadtlinienbus
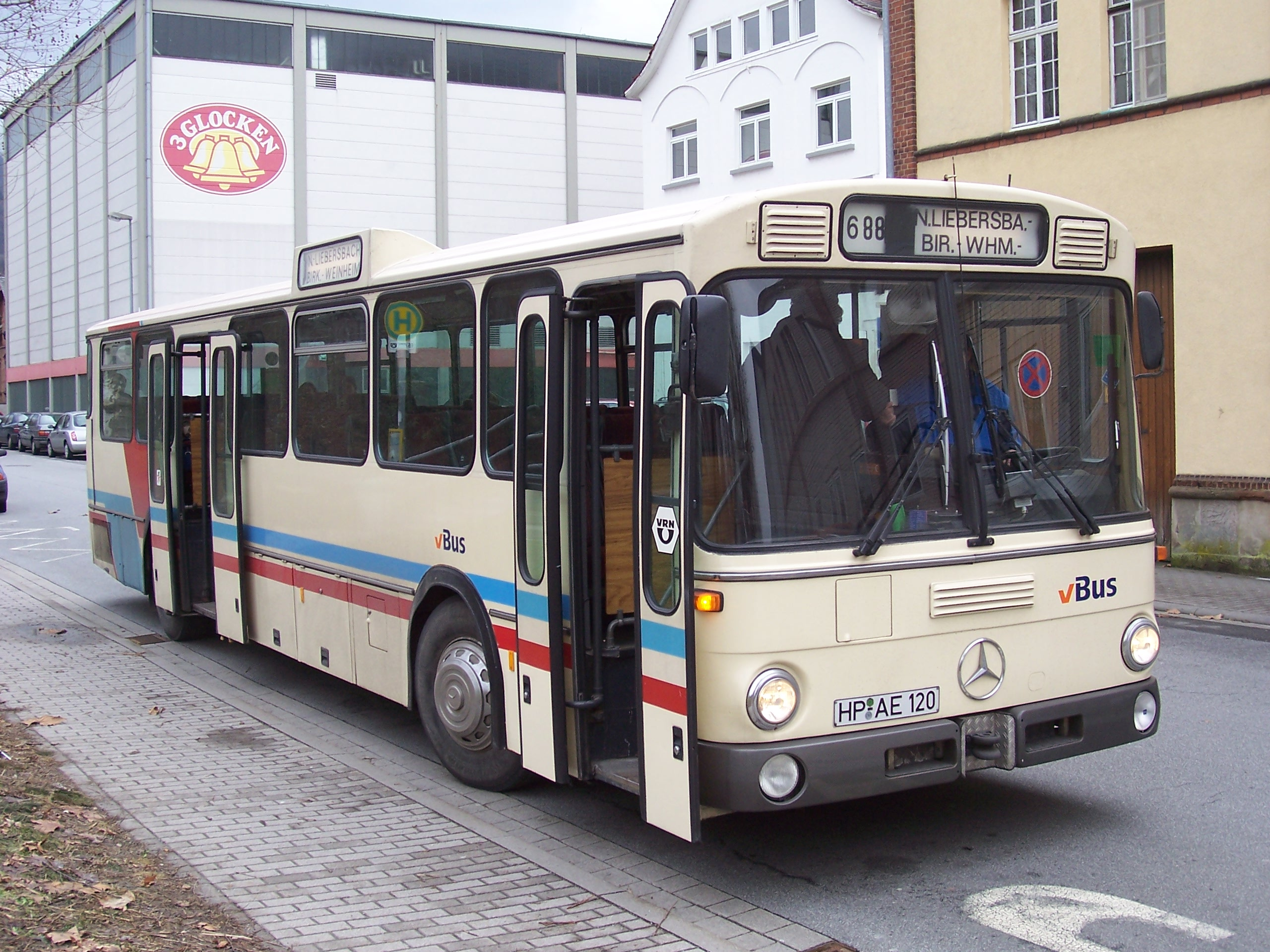
O 307, Standard-Überlandbus (StÜLB)
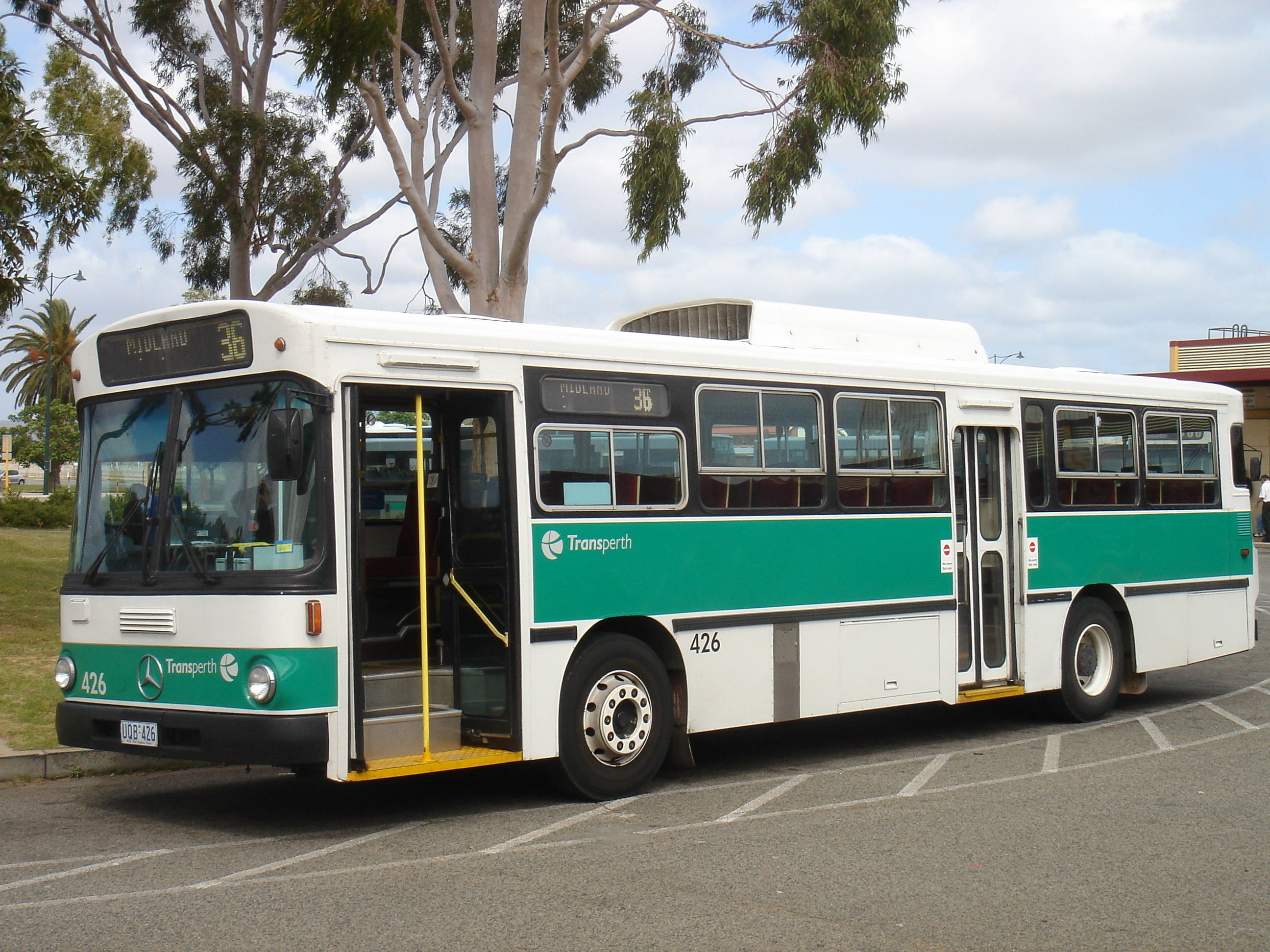
Rechtsgesteuerter O 305 in Perth (Australien)
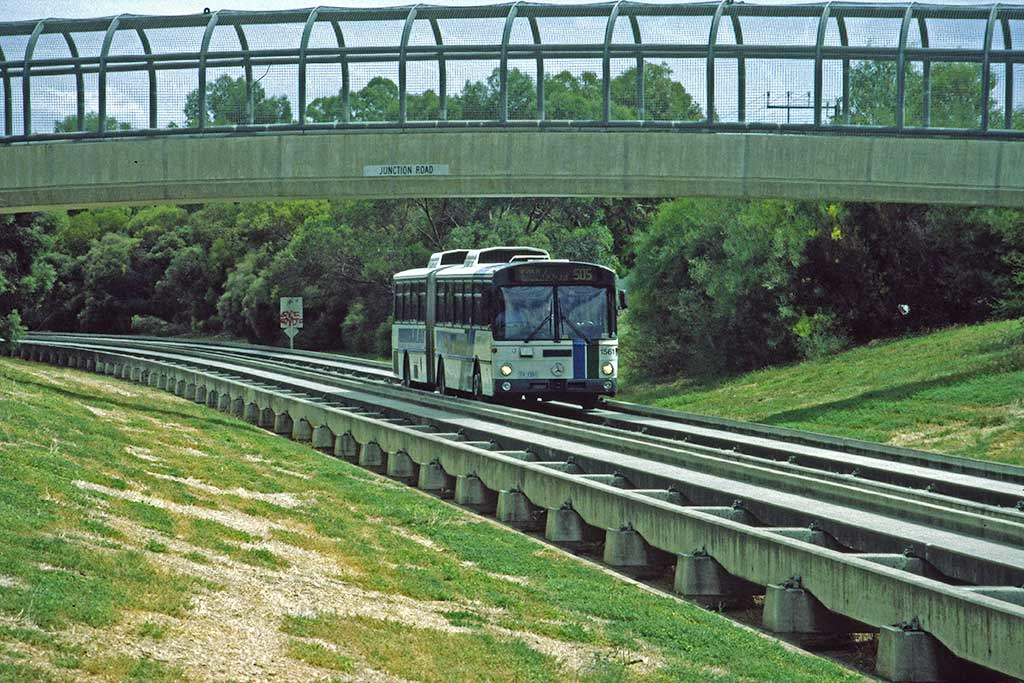
Standard-Bus auf der O-Bahn in Adelaide (Australien), 1997

### Reisebus der 1970er und 1980er Jahre: O 303

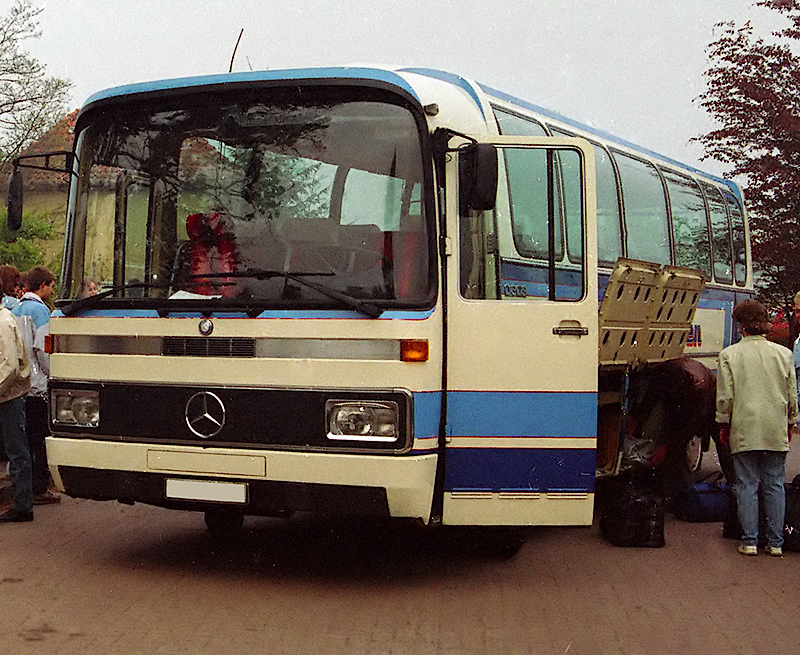
Mercedes-Benz O 303 in älterer Optik mit Chromrahmen auf der Front

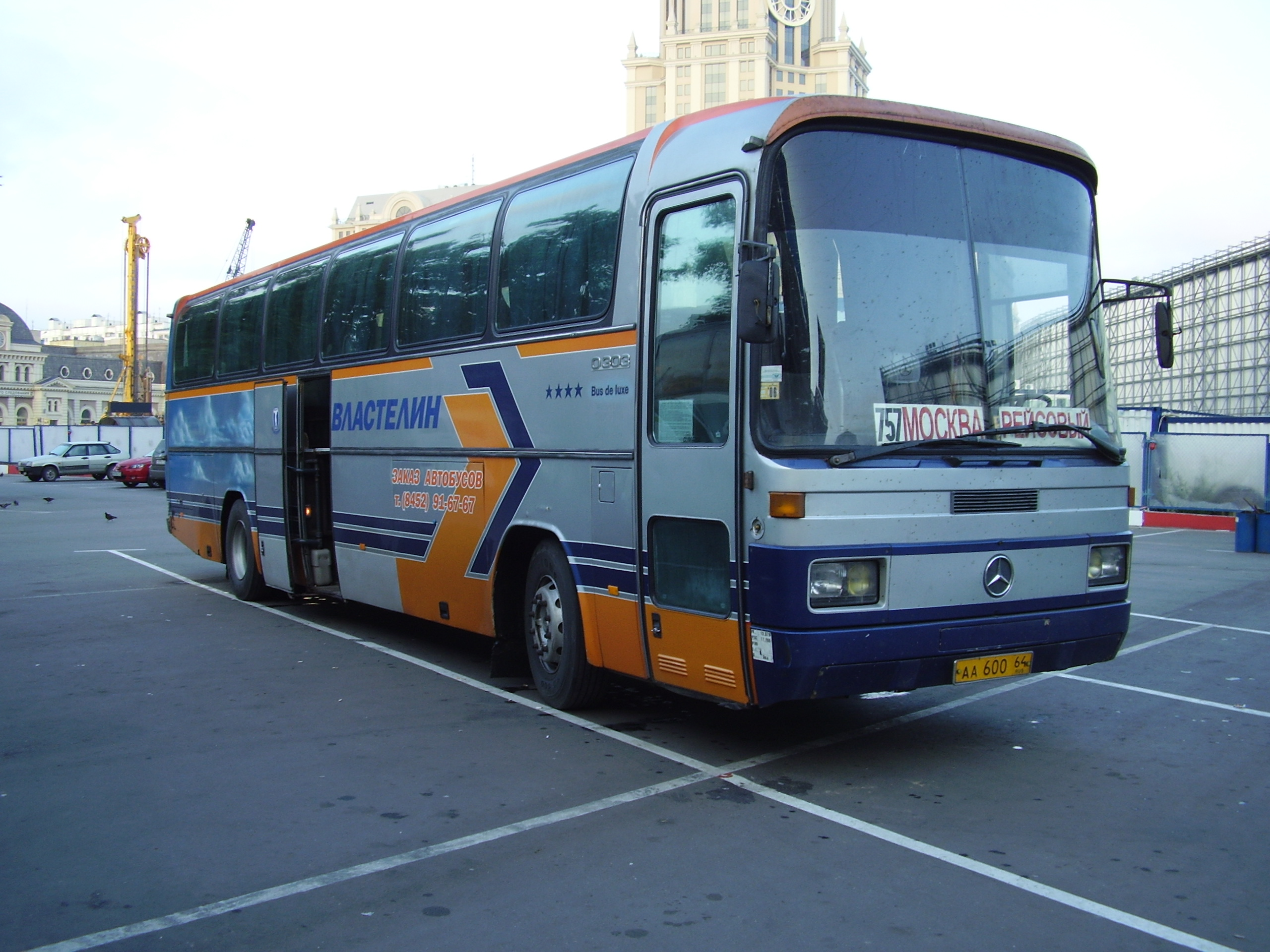
Mercedes-Benz O 303, Reisehochdecker der letzten Bauform

1974 erschien die neue Omnibusreihe O 303, die es neben der Ausführung als Überland-Reisebus in unterschiedlichen Ausführungen gab, wie auch Linienbusse, Kombibusse für Linien- und Gelegenheitsverkehr sowie verschiedene Reisebusse von einfacheren Ausstattungen bis hin zum Hochdecker-Fernreisebus, der allerdings erst seit Ende der 1970er Jahre im Angebot erschien. Der O 303 gilt mit etwa 38.000 gebauten Fahrzeugen bis heute als der erfolgreichste Reisebus.
Hauptartikel siehe: Mercedes-Benz O 303

### Zweite Standardbus-Generation O 405
Nach den neuen Vorgaben des VÖV wurden ab 1984 Standardbusse der zweiten Generation unter der Bezeichnung O 405 (Stadt) und O 407 (Überland) gebaut. Auch sie waren in verschiedenen Varianten für Stadt- und Überlandverkehr erhältlich und konnten an die Erfolge der ersten Generation anknüpfen. Der Solo-Stadtlinienbus hieß Mercedes-Benz O 405, der analog zum Vorgänger daraus abgeleitete Gelenkbus O 405 G. Zur O-405-Familie gehört der ebenfalls weit verbreitete, mit Gepäckablagen und komfortablerer Bestuhlung ausgestattete Überlandlinienbus O 407 sowie der erst 1989 erschienene Kombibus O 408, die neben technisch enger Verwandtschaft auch unverkennbar die Designlinien des Grundmodells tragen.
Hauptartikel siehe: Mercedes-Benz O 405

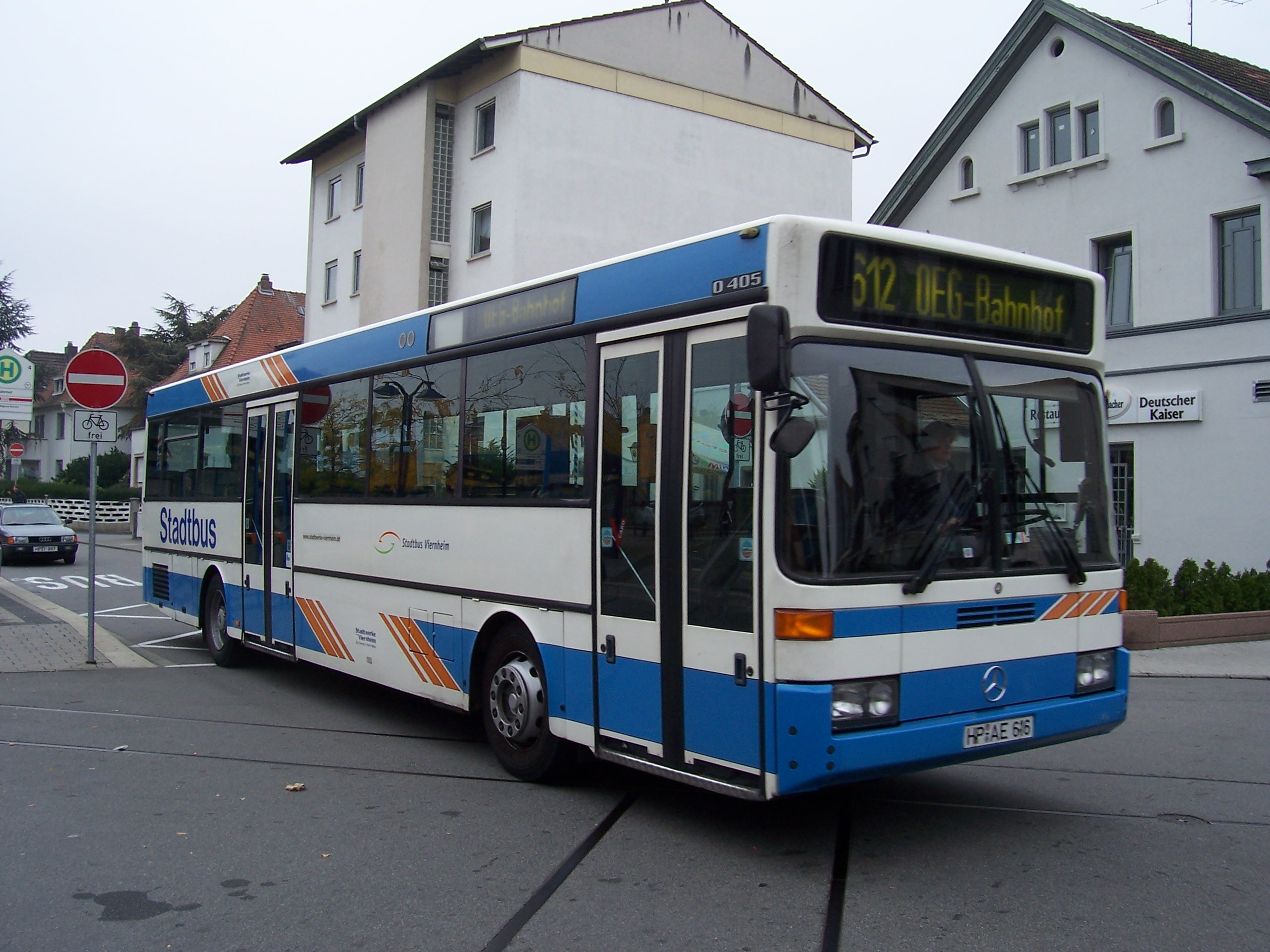
VÖV-II-Standard-Linienbus O 405
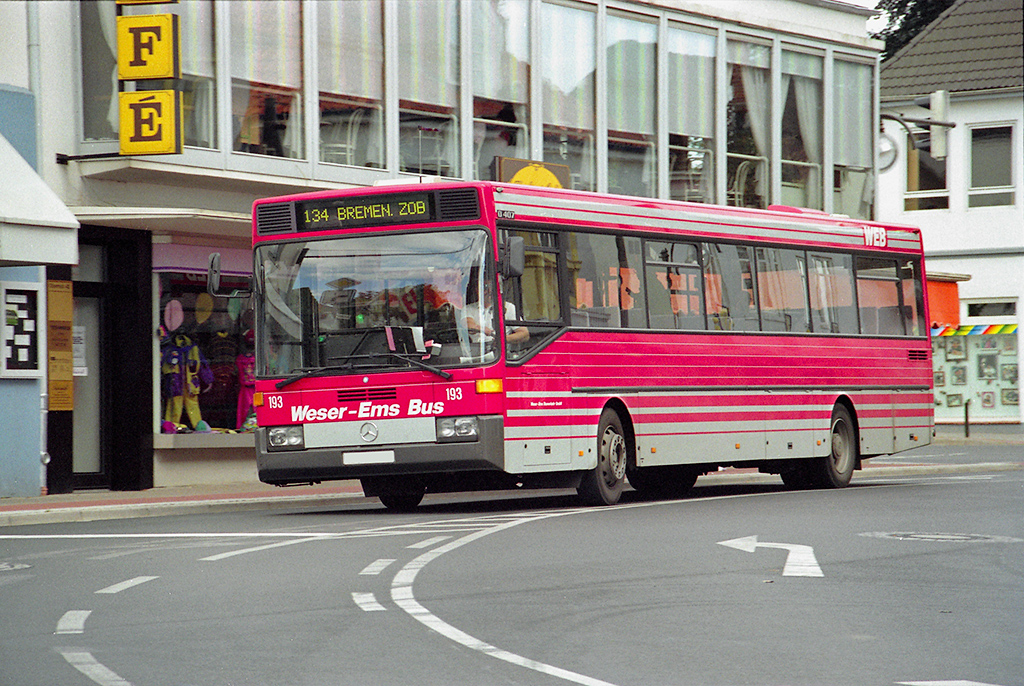
O 407, StÜLB II Überlandbus der WEB
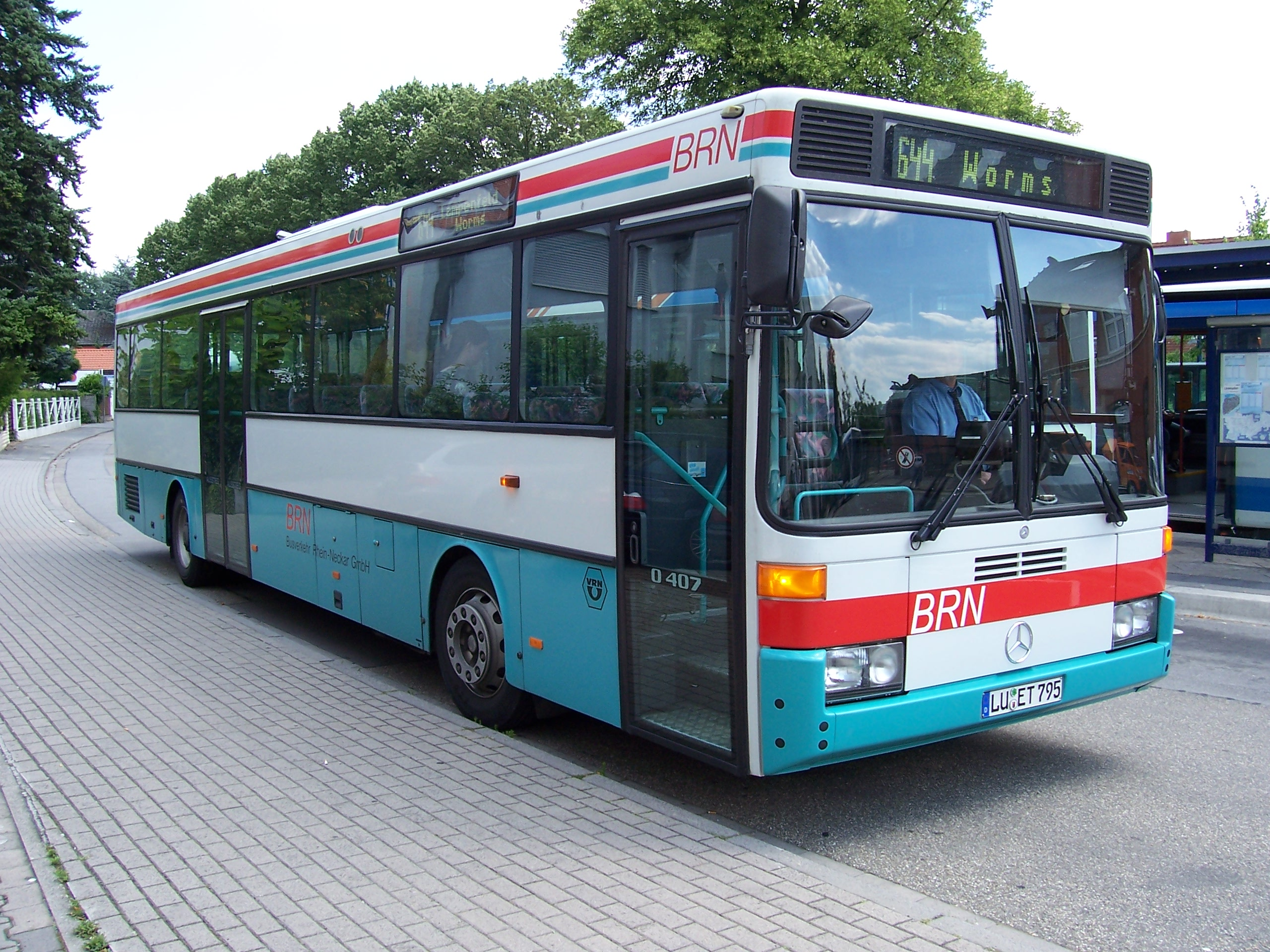
O 407, StÜLB II der BRN
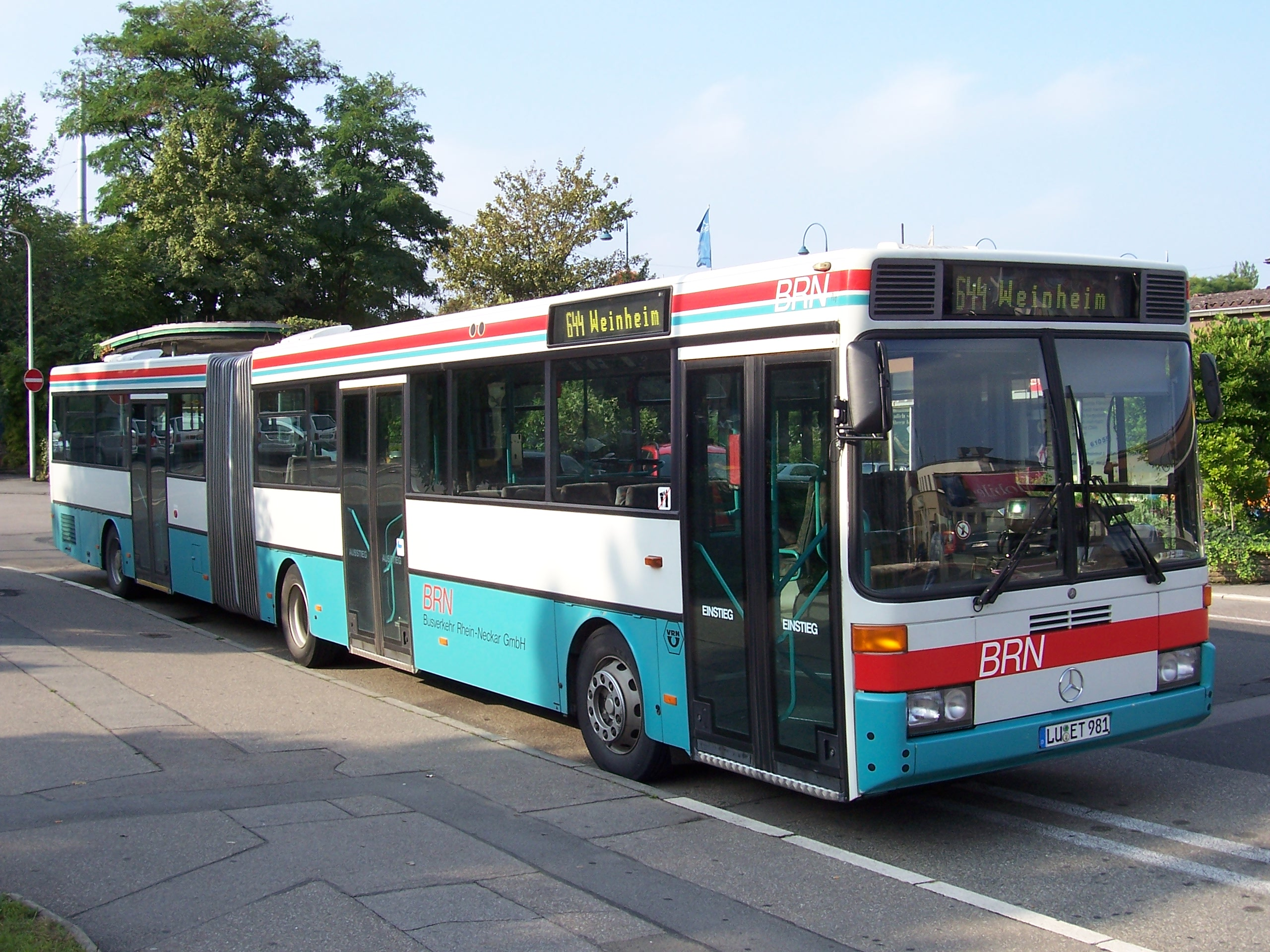
O 405 G, Gelenkbus mit Überlandfront der BRN

### Niederflur-Linienbusse der 1990er Jahre: O 405 N

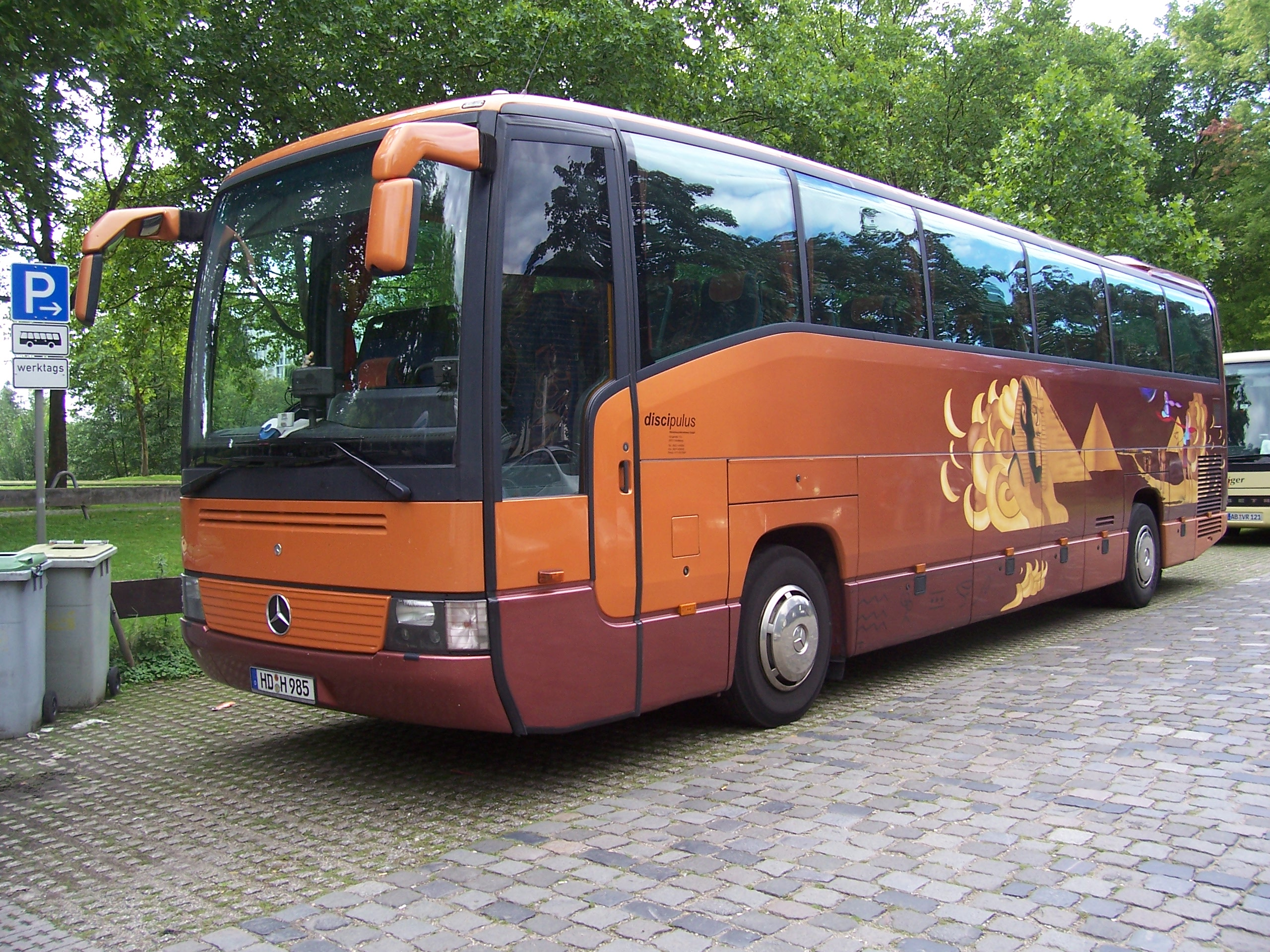
Reisebus O 404 ab 1991, überarbeitete Version

Bei Daimler-Benz entstanden ab 1989 erste Niederflurbusse auf Basis des O 405, die dann O 405 N genannt wurden. Dieses Modell wurde weiterentwickelt und der Bereich der Sitze vor der Mitteltür nun podestlos ausgeführt. Der als O 405 N2 bezeichnete Bus ist an den im vorderen Bereich tiefer heruntergezogenen unteren Fensterlinie vom Vorgängermodell zu unterscheiden.
Hauptartikel siehe: Mercedes-Benz O 405 N

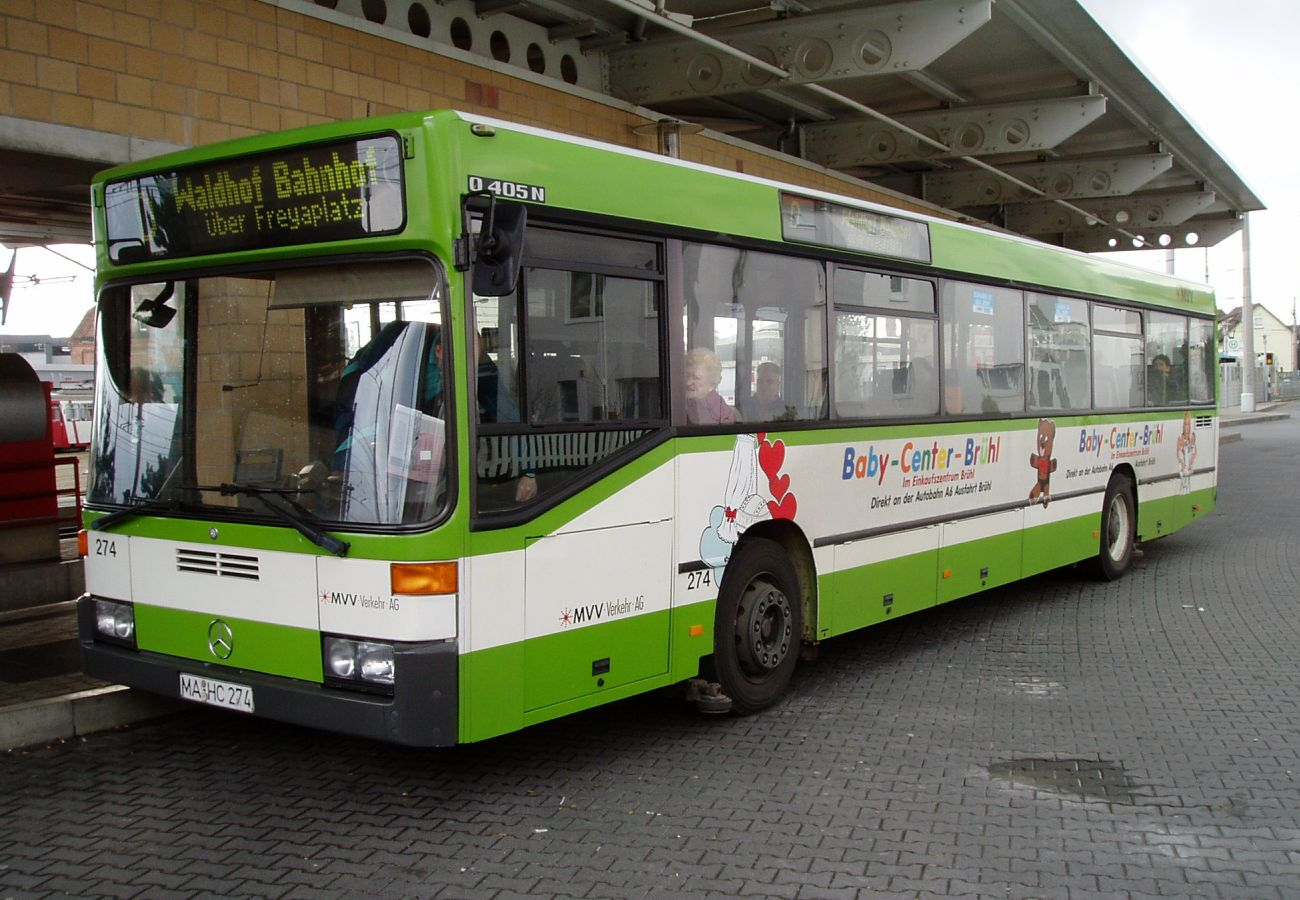
O 405 N, Niederflurbus der ersten Ausführung (Spurbus)
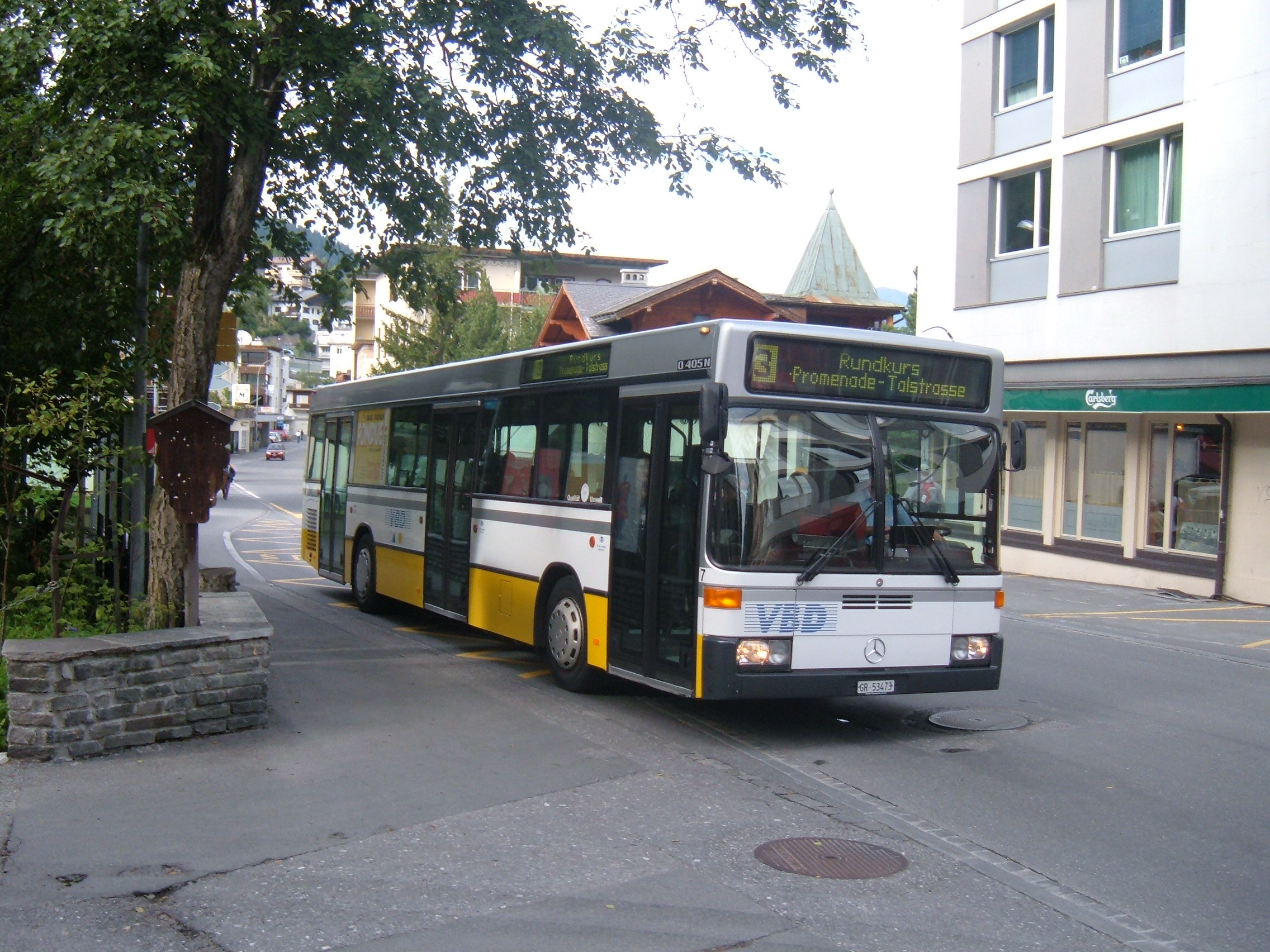
Dreitüriger O 405 N, eingesetzt vom VBD Davos (Schweiz)
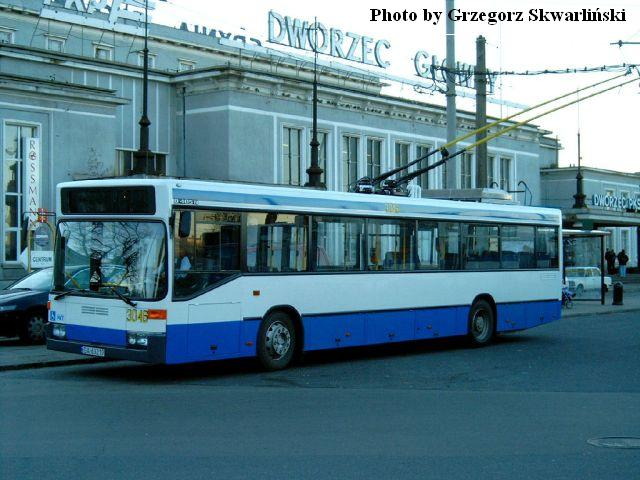
O 405 N, Oberleitungsbus in Polen
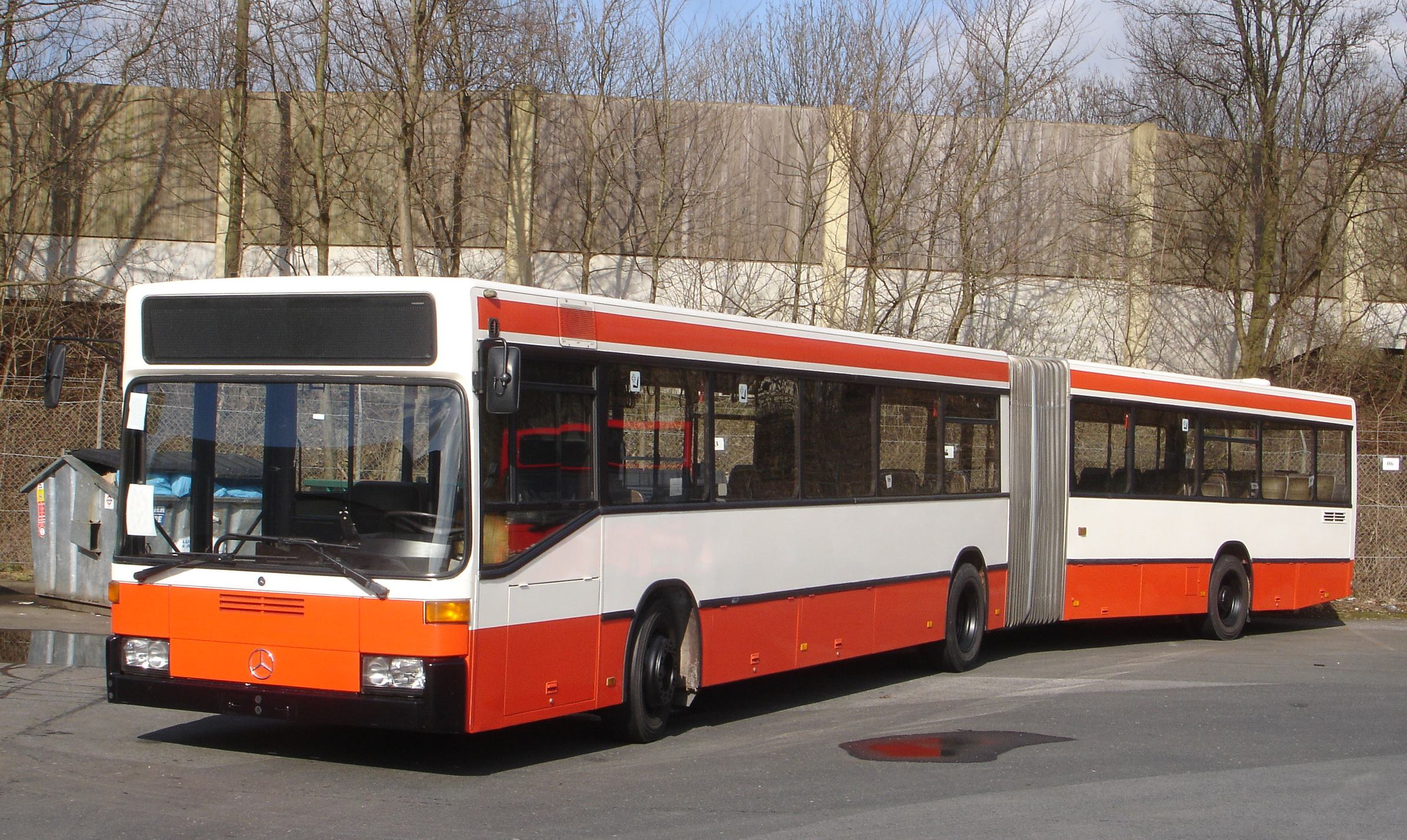
O 405 GN1, Niederflur-Gelenkbus (erste Ausführung) für die HHA
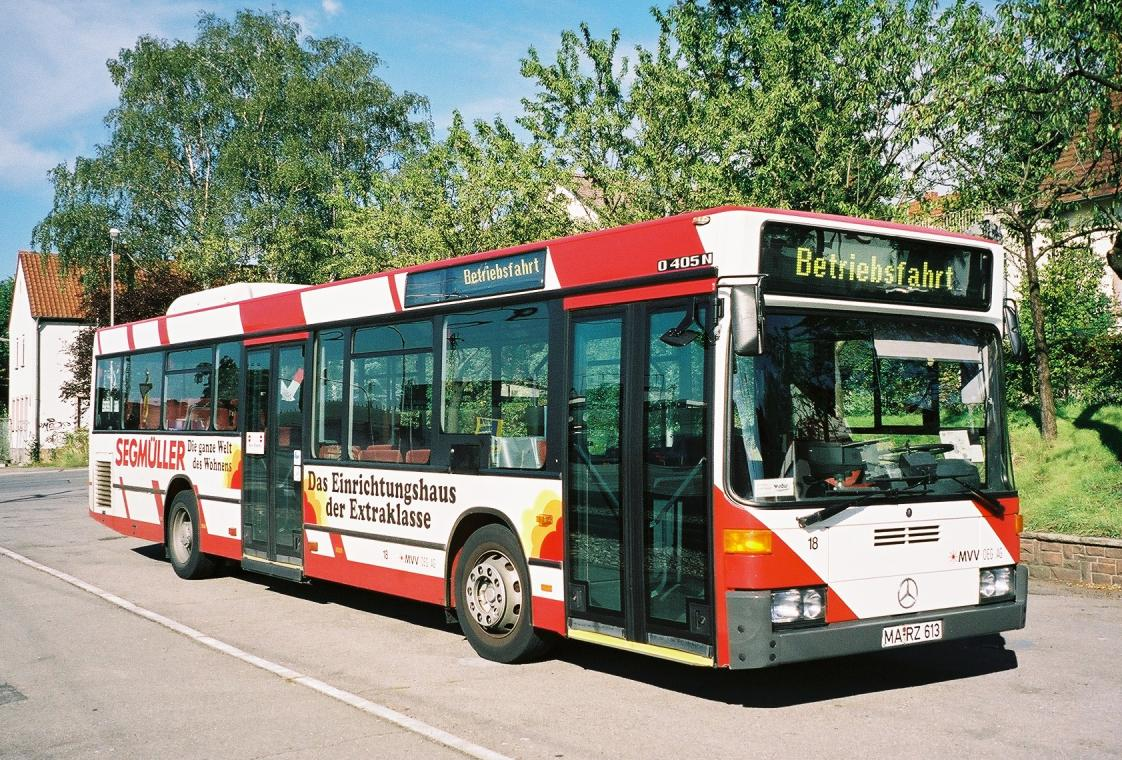
O 405 N2, Niederflurbus (zweite Ausführung)
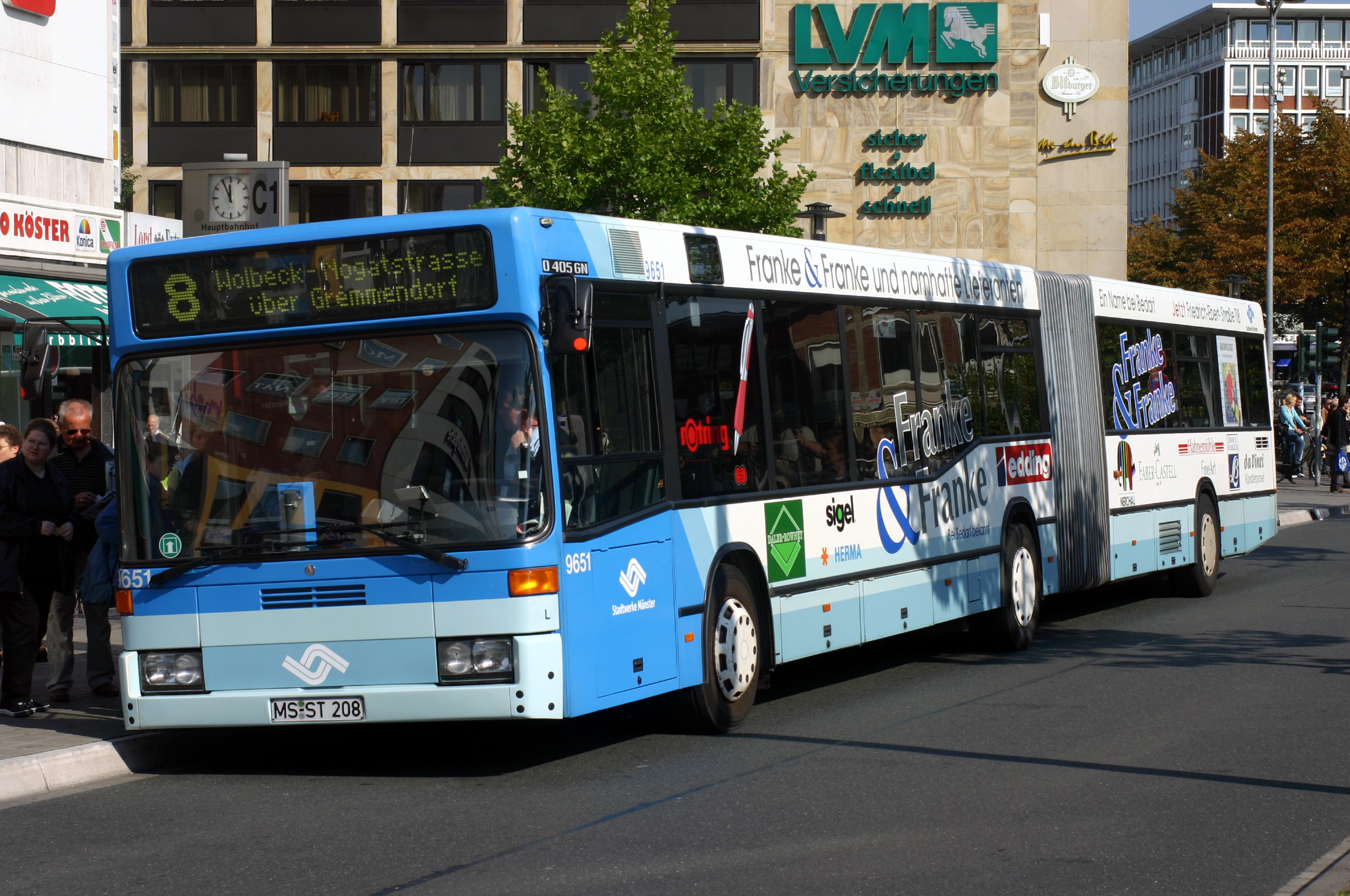
O 405 GN2, Niederflur-Gelenkbus (zweite Ausführung) in Münster
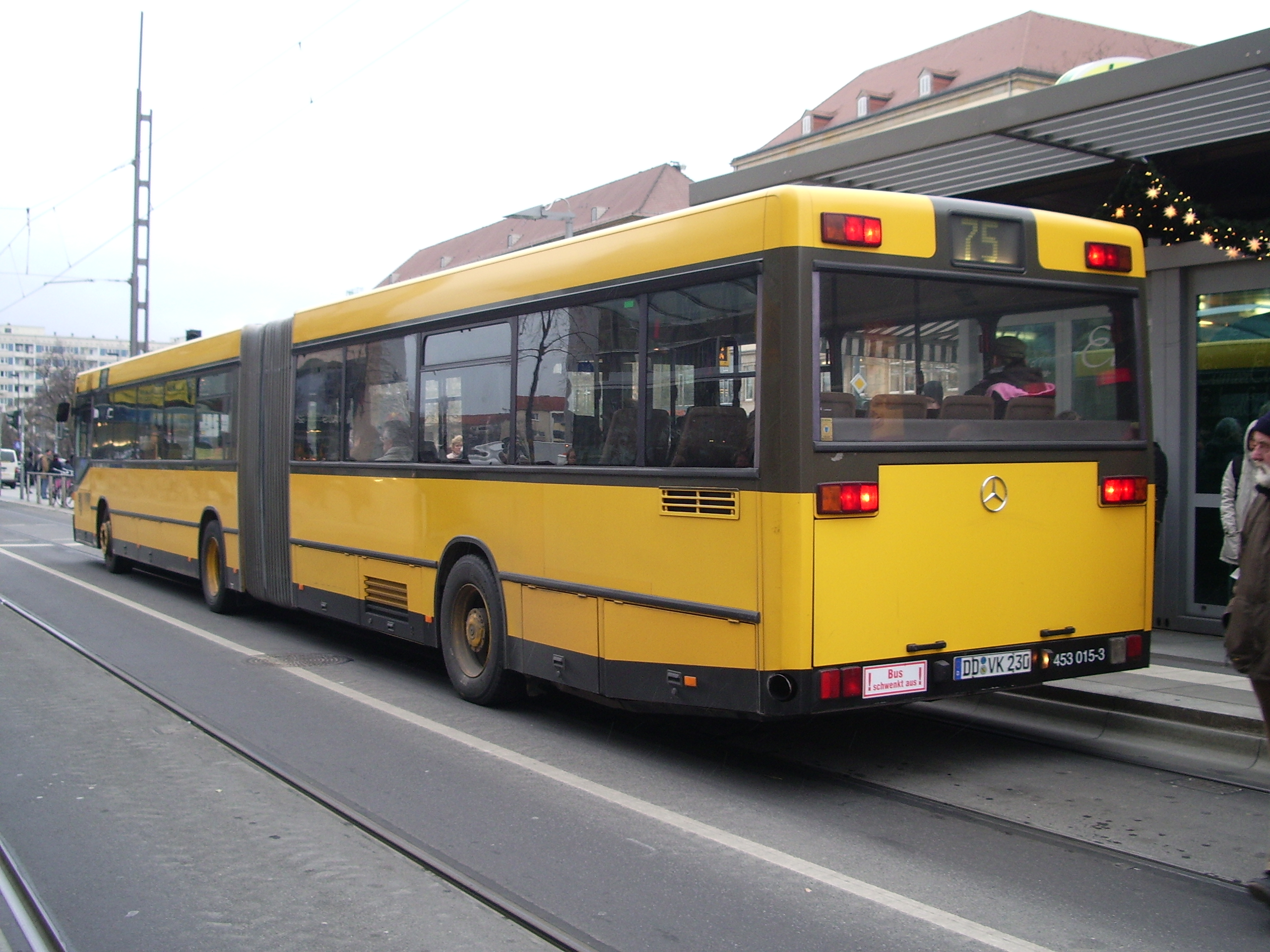
Heck eines O 405 GN in Dresden
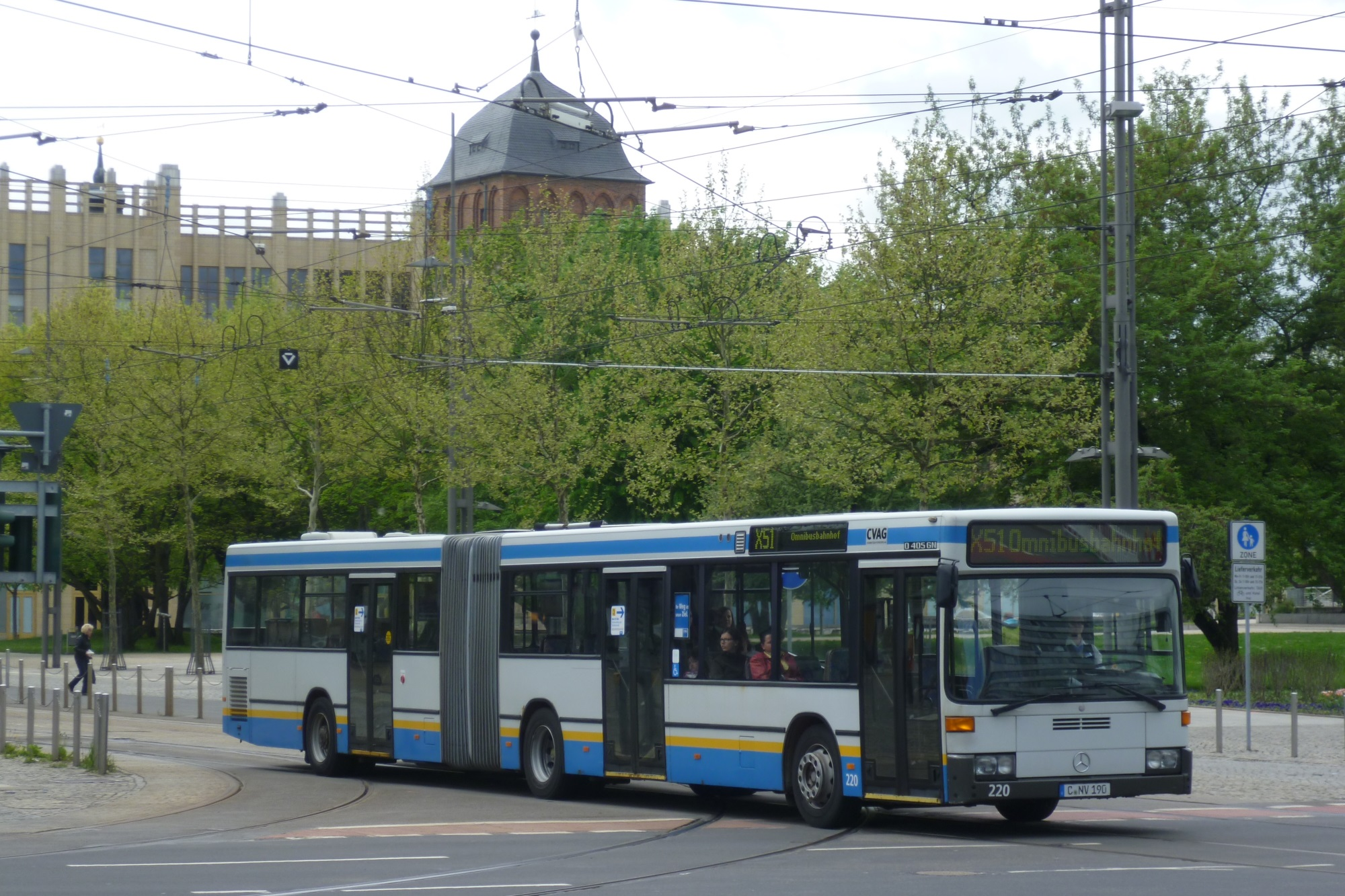
Mercedes-Benz O 405 GN der CVAG

### Reisebusse der 1990er Jahre: Die Typen O 404 und O 340/350
1991 wurde das langjährige und überaus erfolgreiche Reisebusmodell O 303 durch den neu konstruierten Typ O 404 ersetzt. 1999 wurde der O 404 durch den Typ O 580 Mercedes-Benz Travego abgelöst.

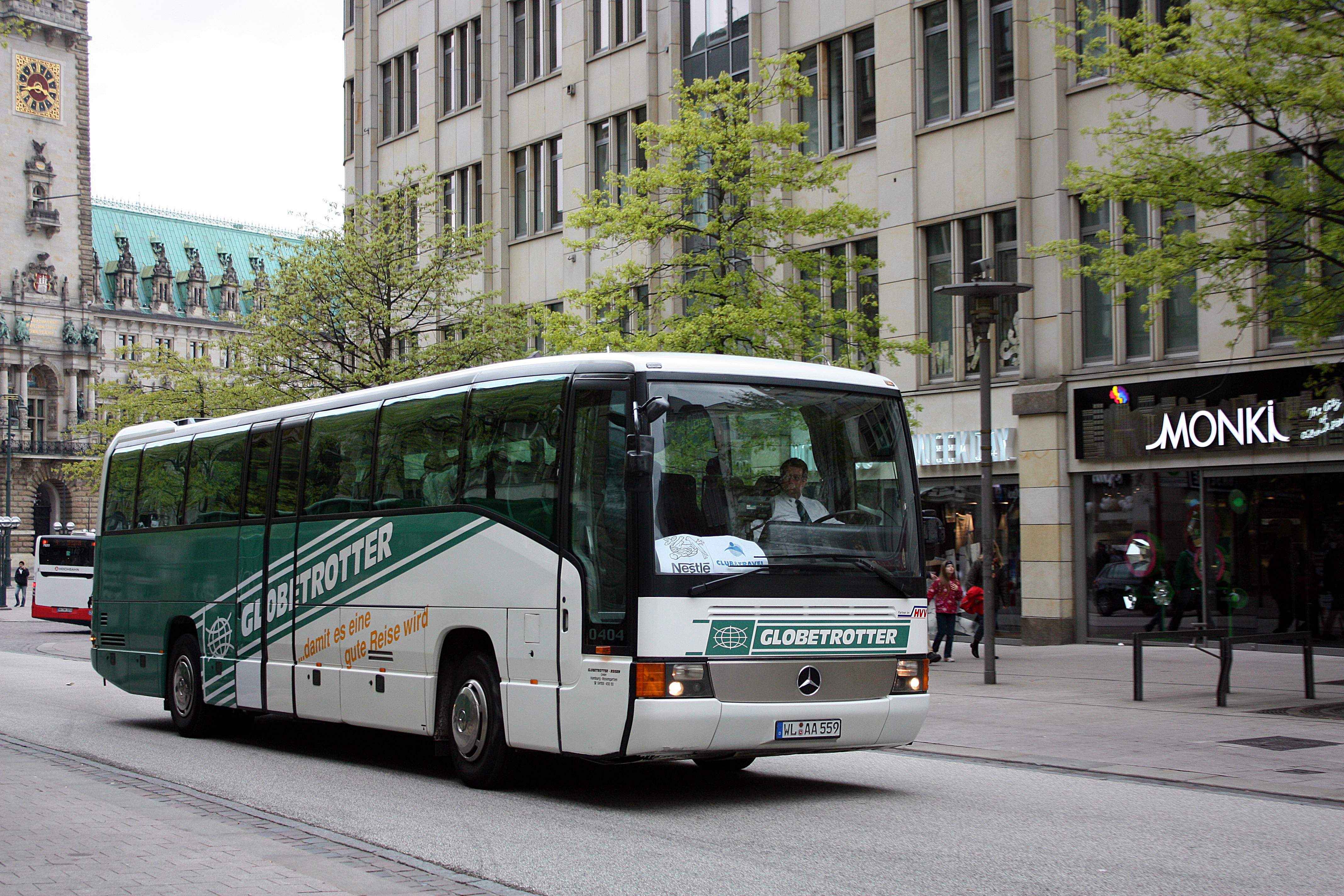
Globetrotter Reisen, Rosengarten – Mercedes-Benz O 404 RH-K

Hauptartikel siehe: Mercedes-Benz O 404

## 1995 bis heute
Im Jahr 1995 übernahm Daimler-Benz die Omnibussparte der Firma Kässbohrer, die weiterhin unter dem Namen Setra vermarktet wird. Der Neuerwerb wurde mit der Bussparte der Daimler-Benz zur neu gegründeten EvoBus GmbH (seit 2023 Daimler Buses) zusammengefasst, die seitdem Busse unter beiden Markennamen (Mercedes-Benz und SETRA) vertreibt und ein hundertprozentiges Tochterunternehmen der Daimler Truck AG ist.
In der ersten Hälfte der 1990er Jahre wurde das Angebot von Bussen in Niederflur-Bauweise ausgeweitet, die sich zunehmend zum Standard im Stadtverkehr entwickelte. 1998 erschien der erste Linienbus mit einem eigenen Namen, der Citaro. Die Überlandbusse erhielten die Bezeichnung Integro (abgewandeltes SETRA-Fahrzeug). Kleinere Stadtbusse heißen Cito, die Reisebusse Travego und Tourismo. Fahrzeuge auf Basis des Vario erhielten den Namen Medio. Inzwischen kamen noch die Modelle Conecto und Tourino dazu. Der Travego wurde 2005 neu aufgelegt. Genauso bekam der Integro ein Facelift.
Ebenfalls in den 1990er Jahren kamen Erdgasfahrzeuge für den Stadtverkehr auf, die mit Erdgas (CNG) statt mit Dieselkraftstoff angetrieben werden. Die Gastanks werden bei diesen Fahrzeugen auf dem Dach angebracht und sind durch die Erhöhung gut sichtbar (beispielsweise bei dem oben gezeigten Irvine-Citaro). Des Weiteren erhielt der Citaro ein Facelift, 2011 kam die zweite Generation auf den Markt. Ein Jahr später erschien dieser Bus als Euro-6-Variante. Hierbei wurden zudem Änderungen am Heck durchgeführt. Der Tourismo wurde ebenso überarbeitet. Seit 2012 ist ebenfalls der Travego Edition 1 Euro VI erhältlich. Dieser Reisebus ist mit zahlreichen Sicherheitssystemen ausgestattet (ABS, ESP, ASR, ABA 2, SPA, ART, FCG etc.). In der Minibusfraktion gibt es den Sprinter City, Travel, Mobility und Transfer. Seit 2012 wird auf dem deutschen Markt der bisher ausschließlich in Osteuropa und der Türkei verkaufte Intouro angeboten. Dieser ist der Nachfolger des Conecto und wird in der Abgasnorm Euro 6 bzw. angeboten. Der Conecto wurde 2007 in Deutschland aus dem Programm genommen, er ist nun nur noch in Osteuropa und der Türkei verfügbar. In letzterem Land wurde der Conecto überarbeitet. 2017 erhielt der Tourismo ein neues Aussehen und wurde 2018 auf den Markt gebracht. Der Travego wurde im Zuge dessen eingestellt, er ist zwar noch in der Türkei verfügbar, wird aber nur noch als Superhochdecker (SHD) angeboten.

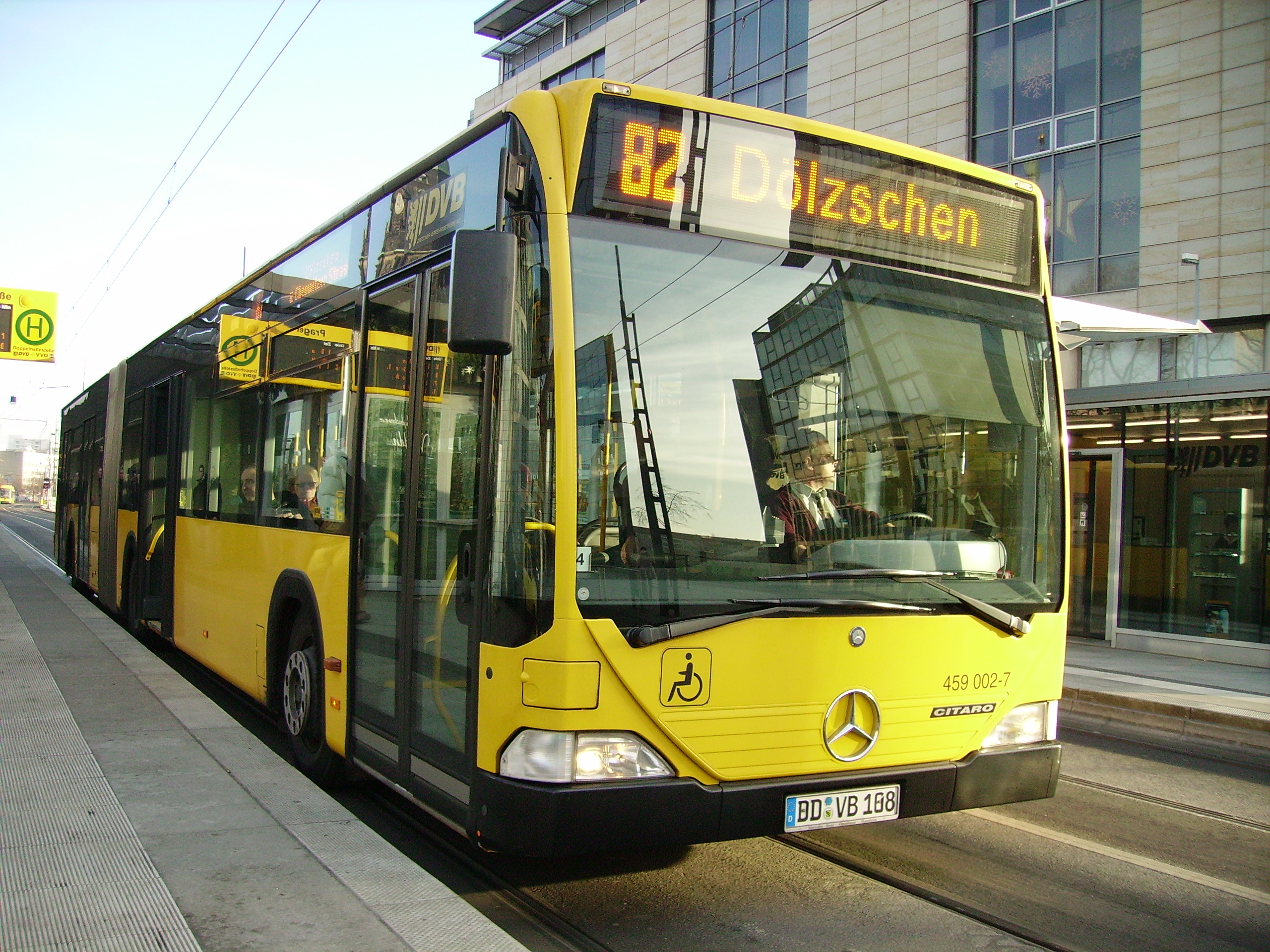
O-530-Citaro-Gelenkbus in Dresden
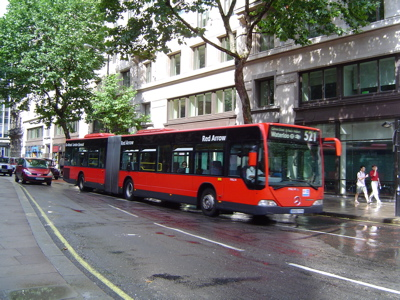
Citaro-Gelenkbus als Rechtslenker in Großbritannien
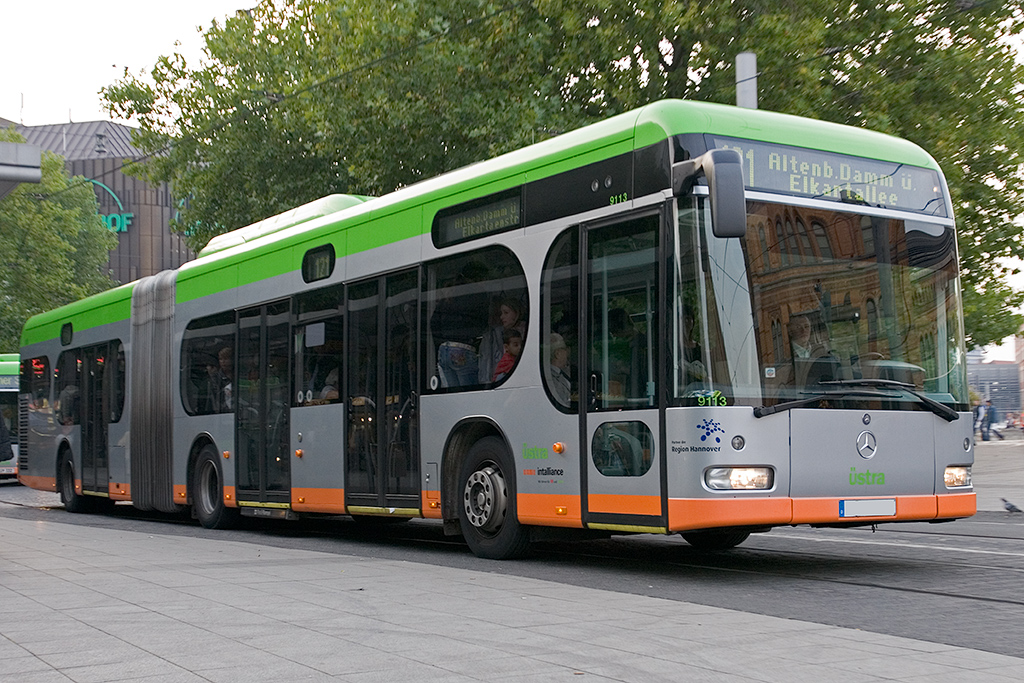
Von James Irvine gestalteter Citaro der üstra
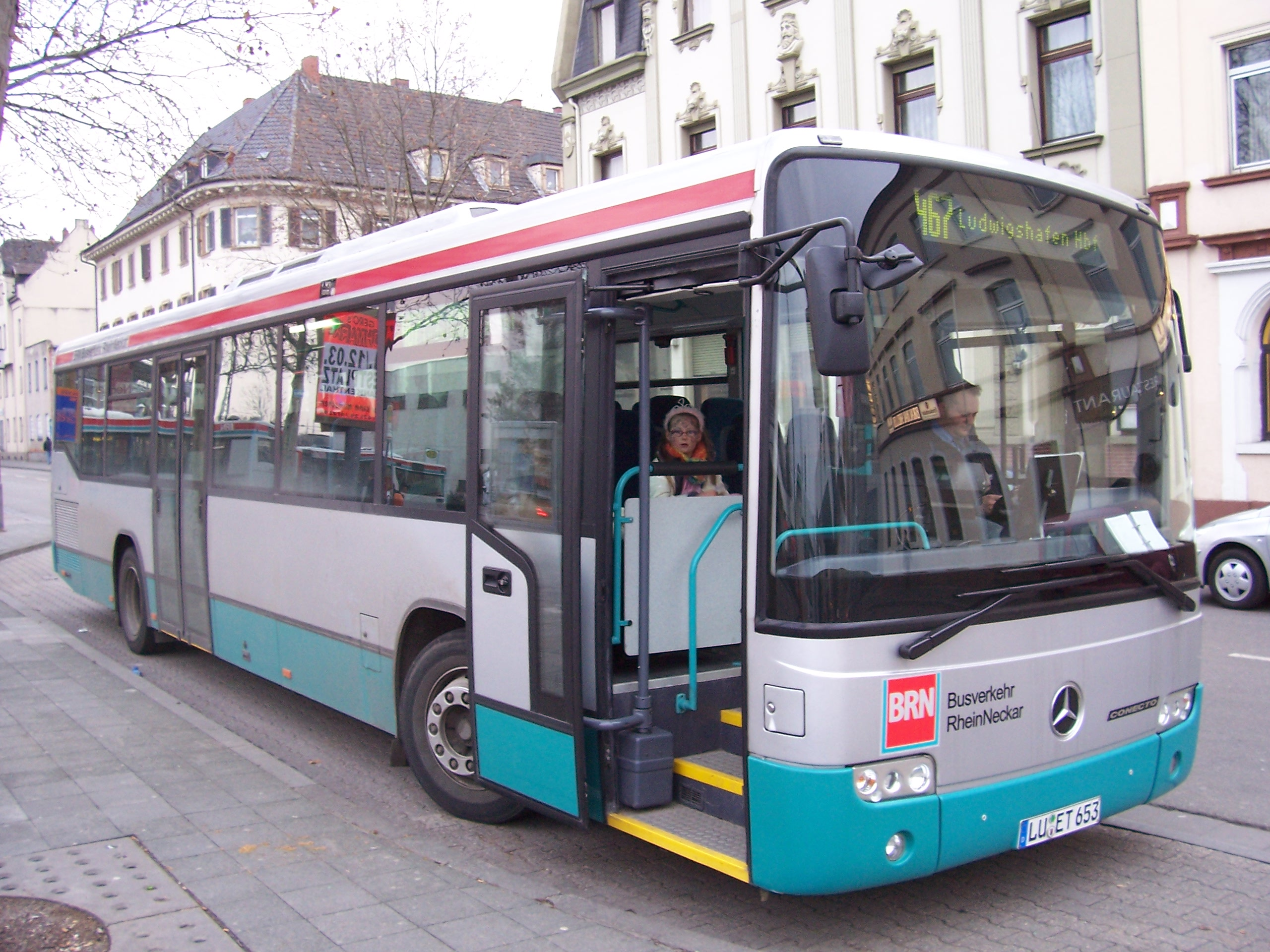
O 345 H Conecto, Überlandbus
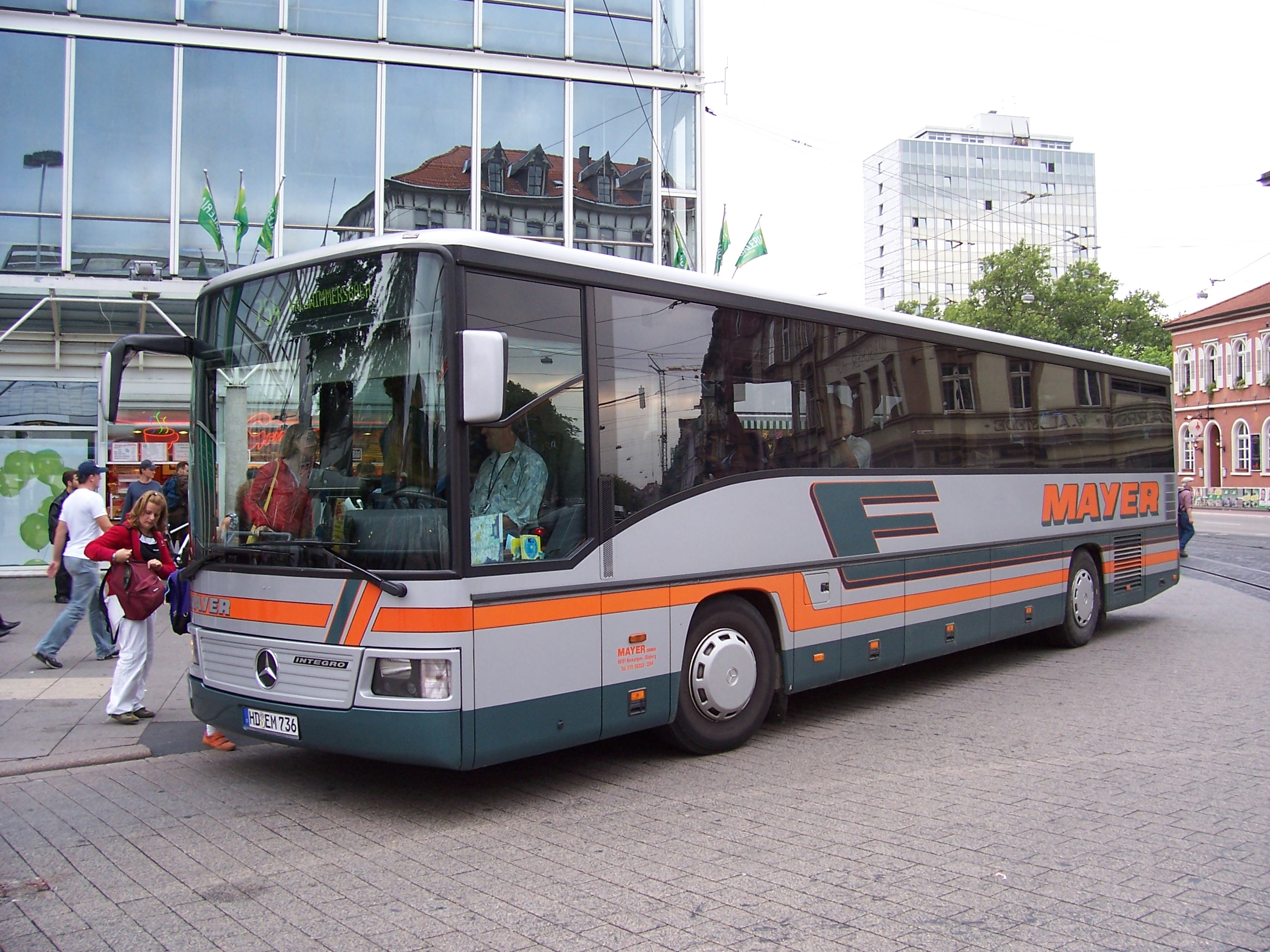
O 550 Integro, Kombibus
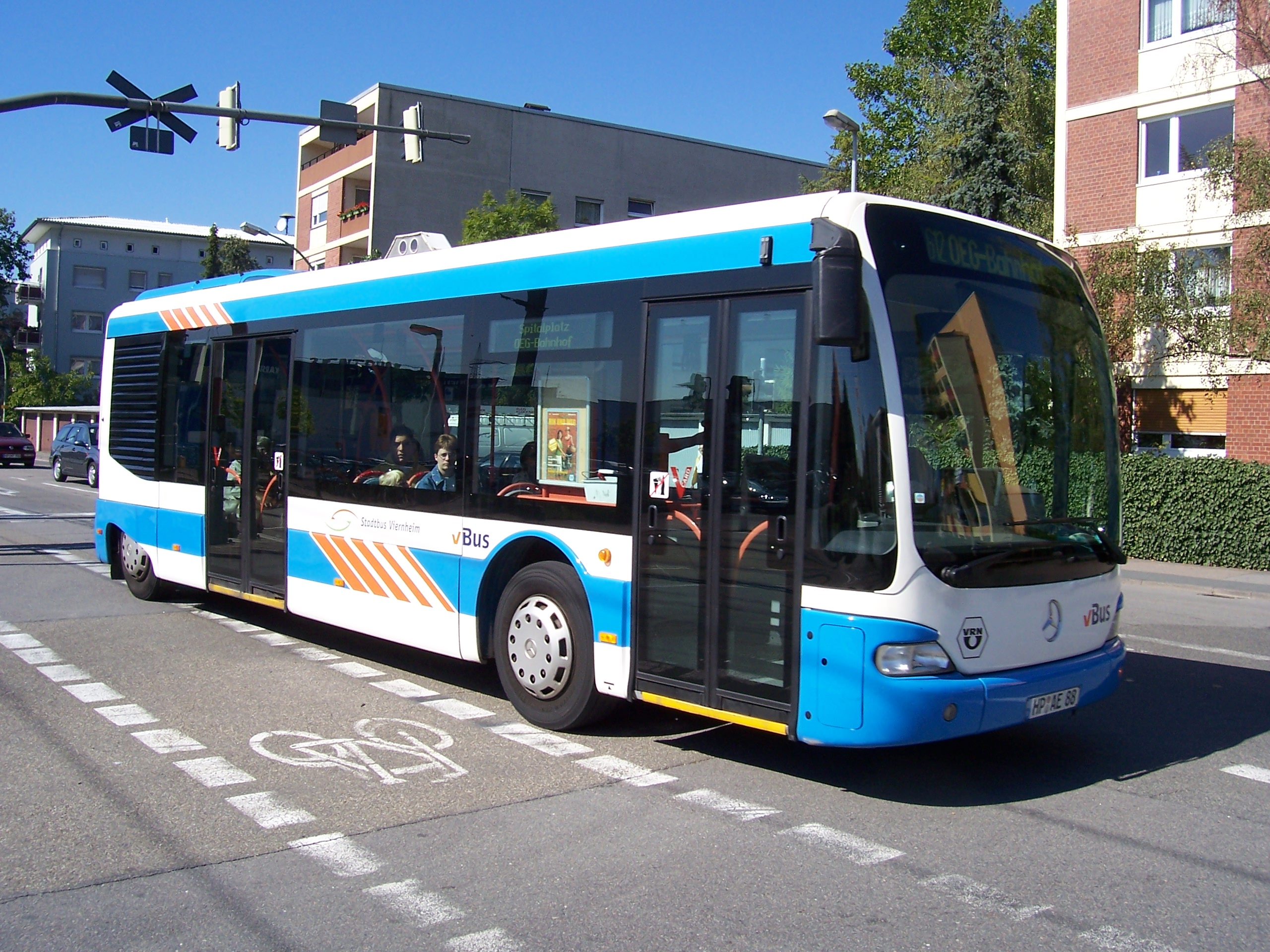
O 520 Cito, Midibus
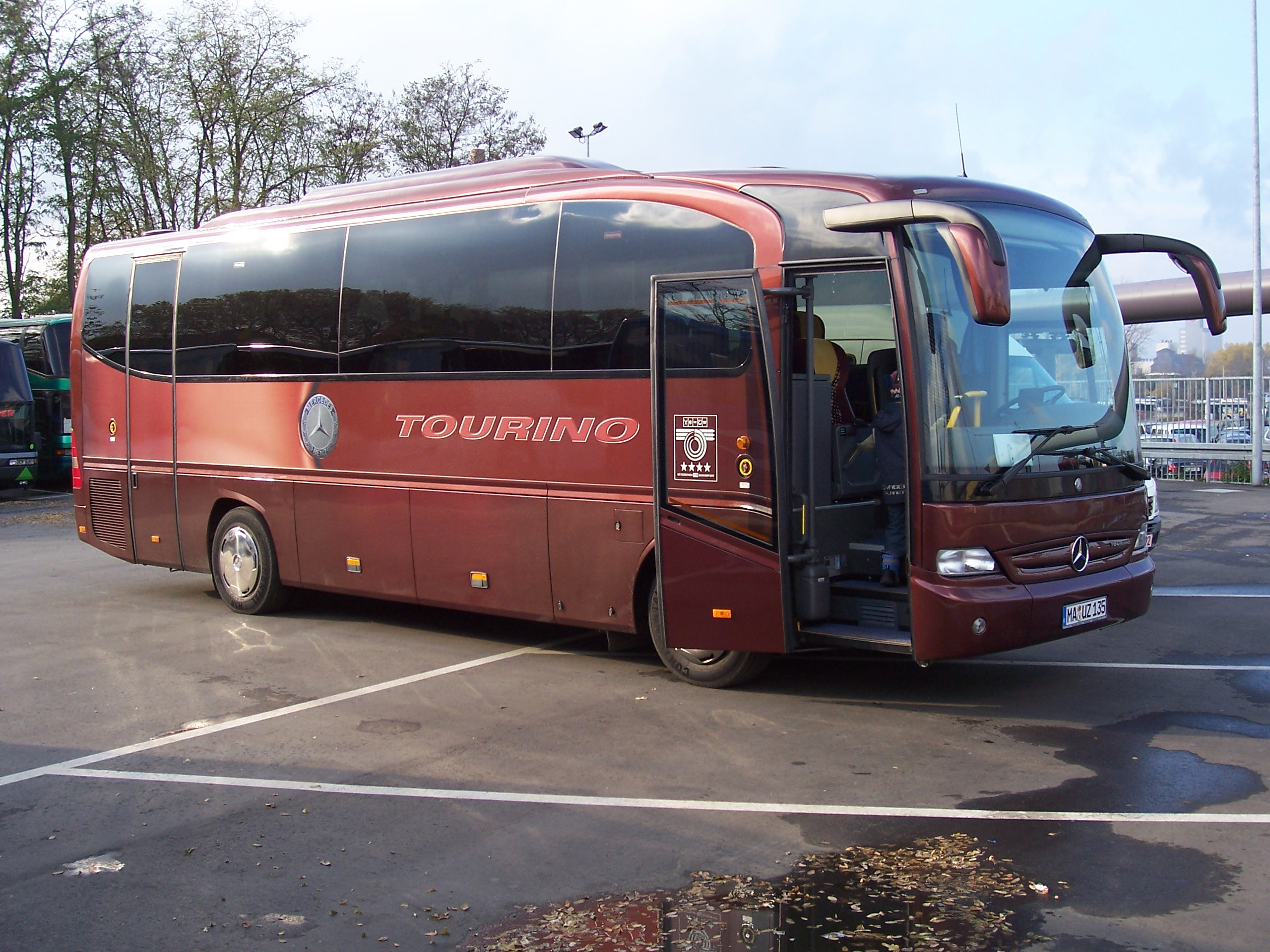
Mercedes-Benz Tourino, Reisebus
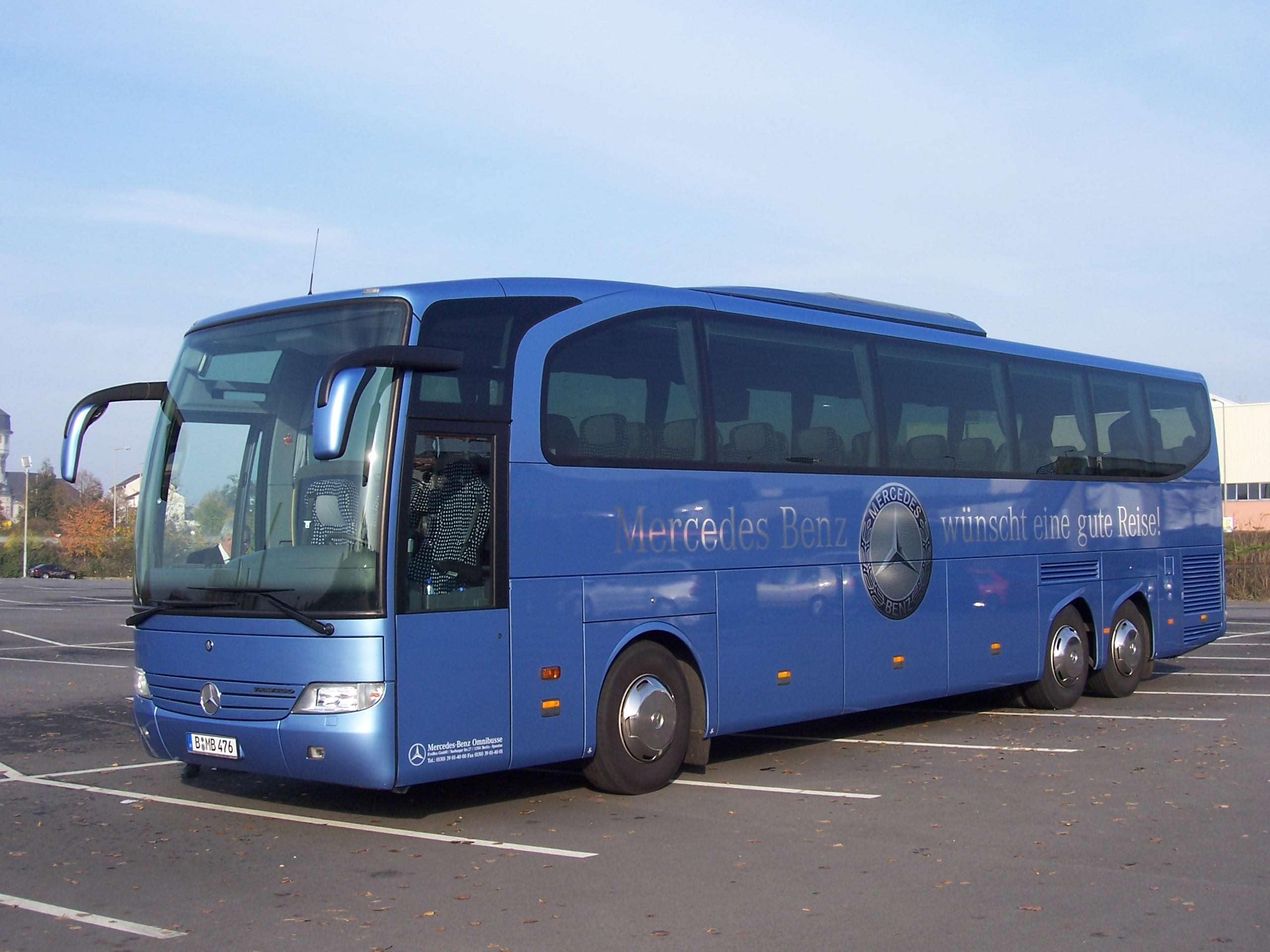
Mercedes-Benz Travego 100 auf der MOT-Ausstellung 2005
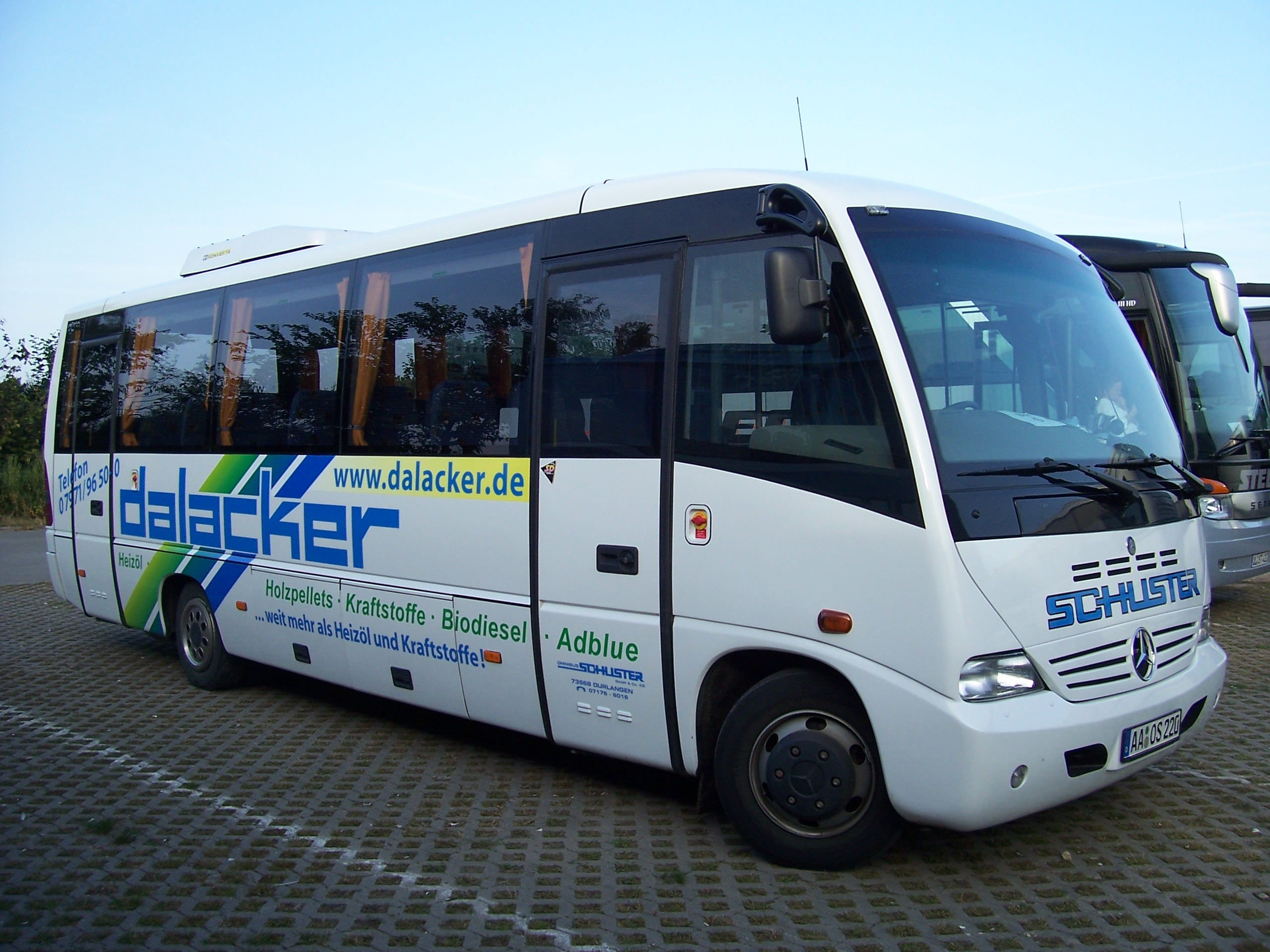
Mercedes-Benz Medio mit Frontmotor
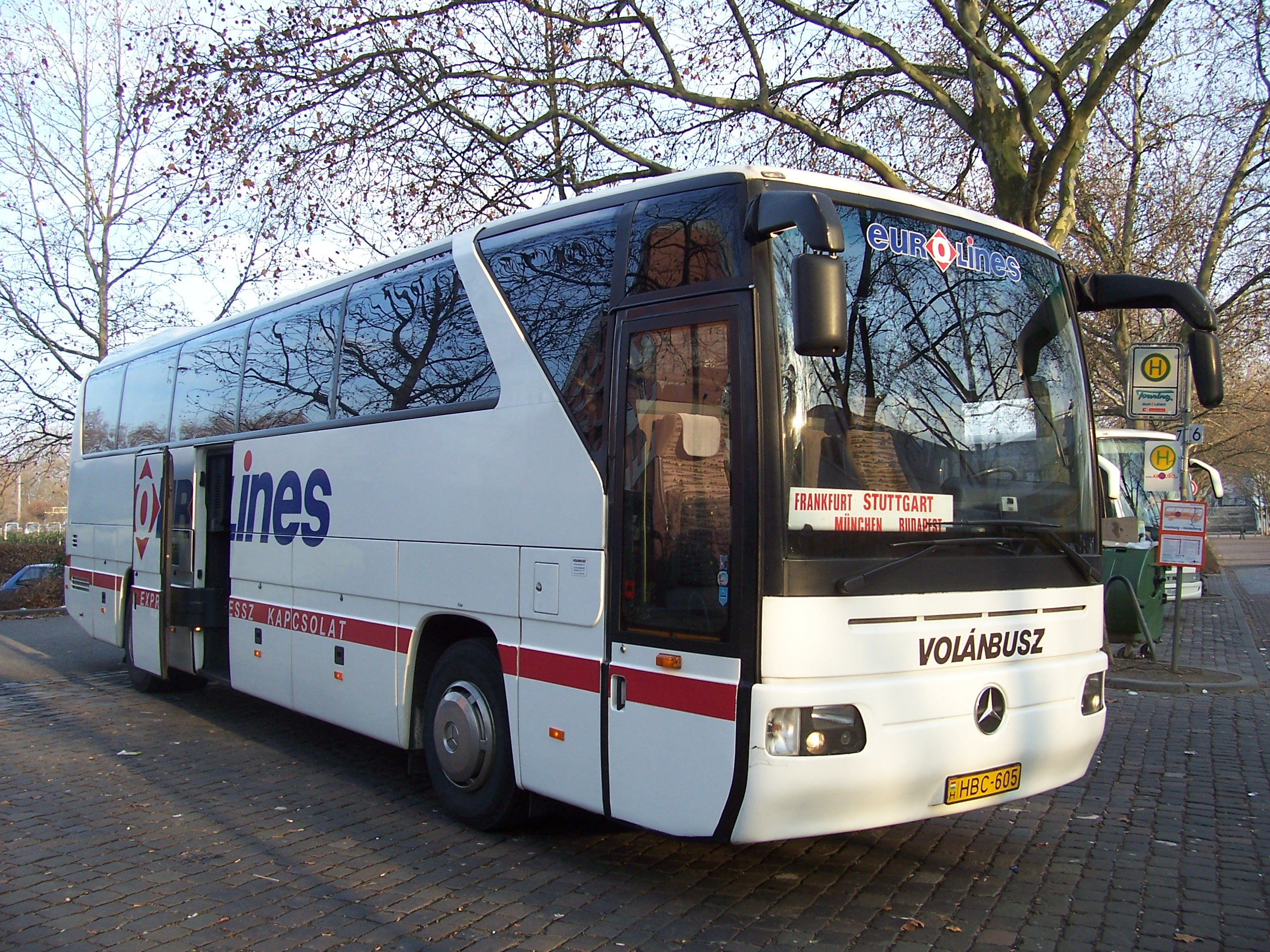
Mercedes-Benz Tourismo 1. Generation als Fernreisebus
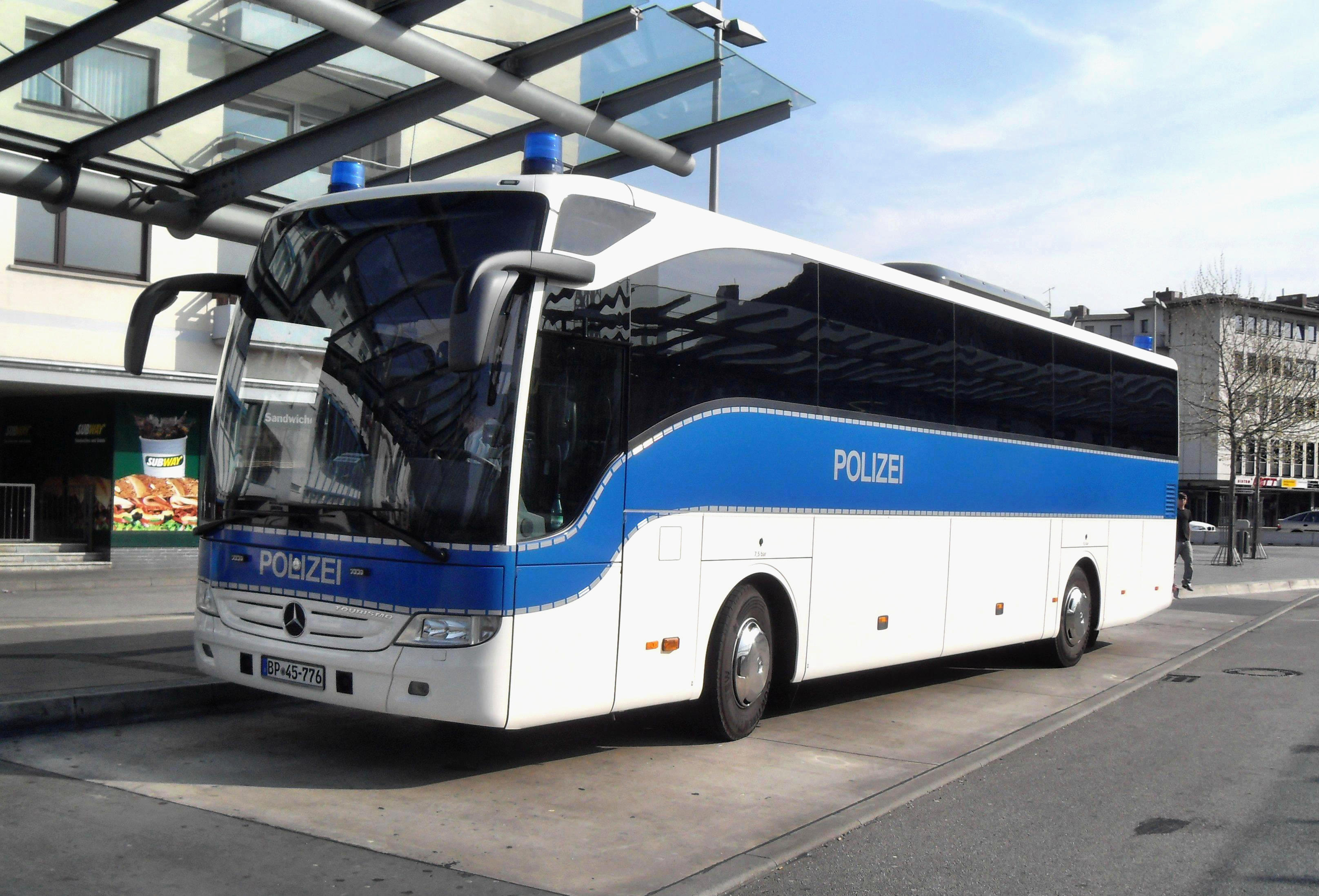
Mercedes-Benz Tourismo der 2. Generation der deutschen Bundespolizei
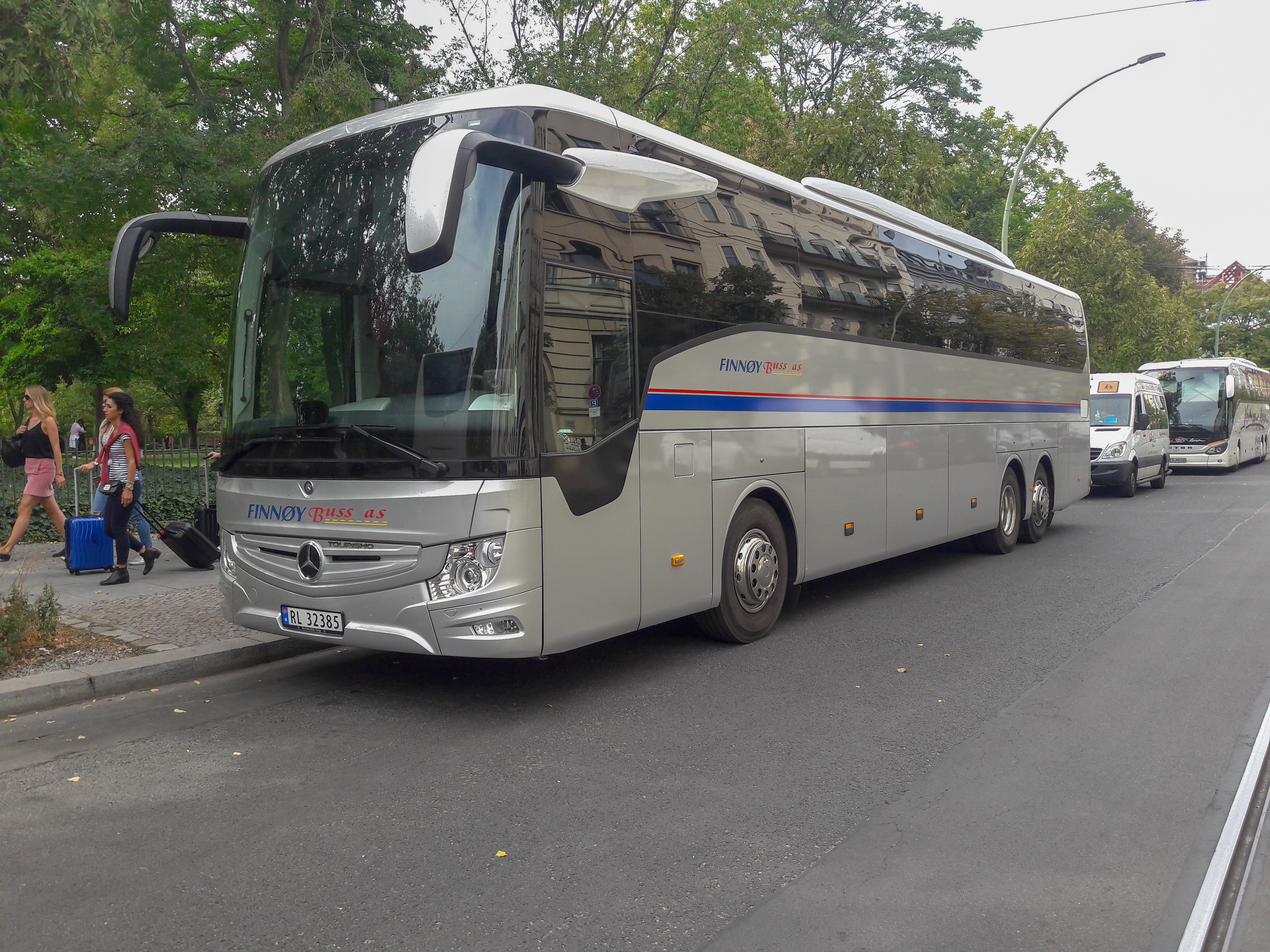
Tourismo 3. Generation
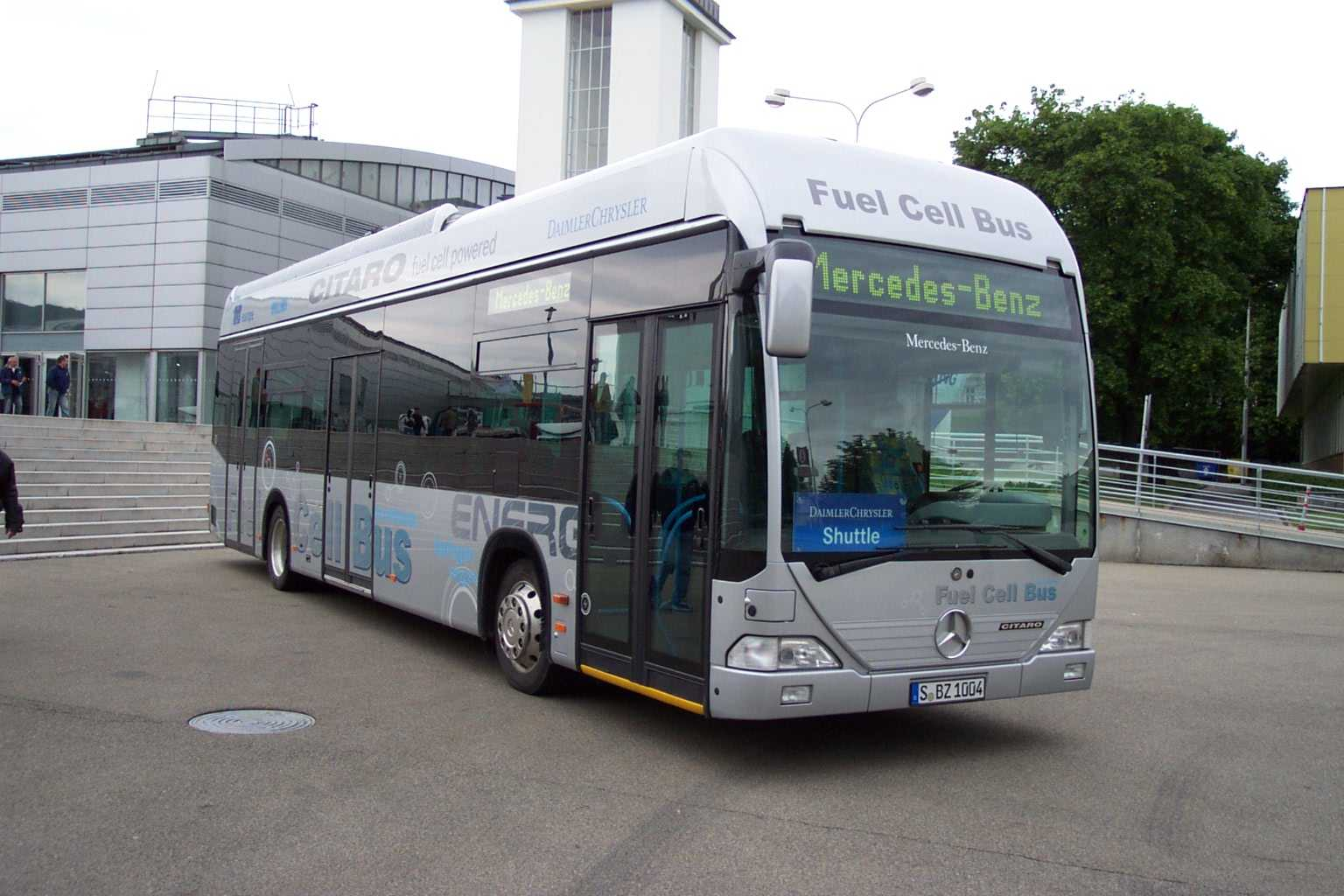
Citaro mit Brennstoffzellen
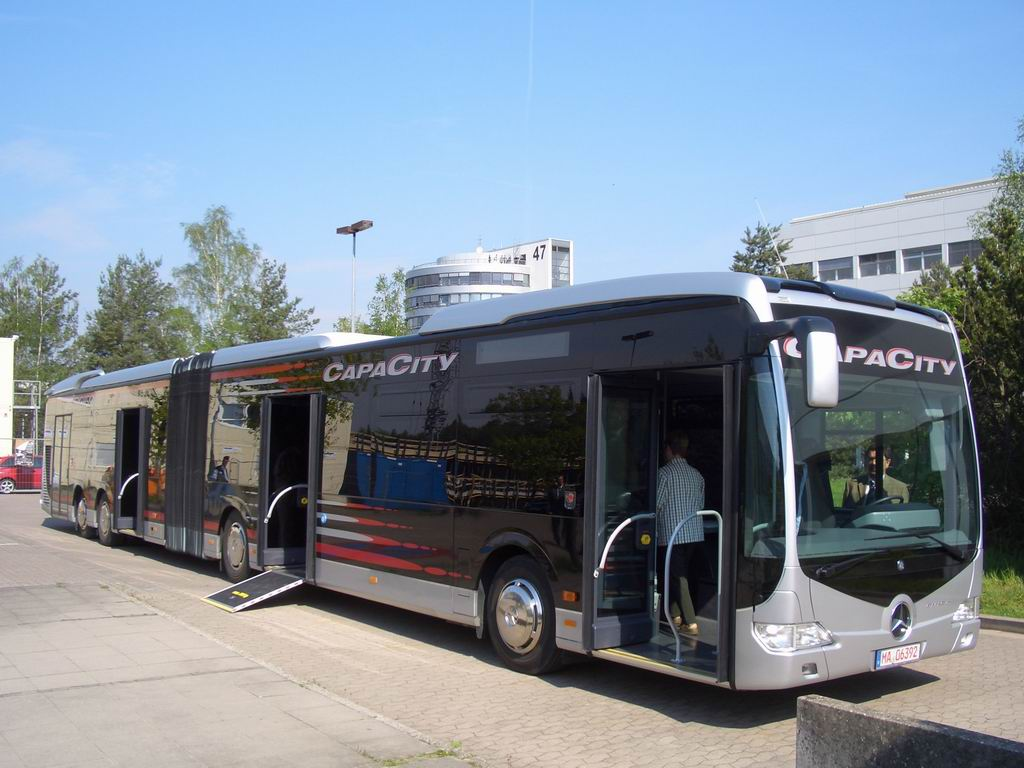
CapaCity-Gelenkbus
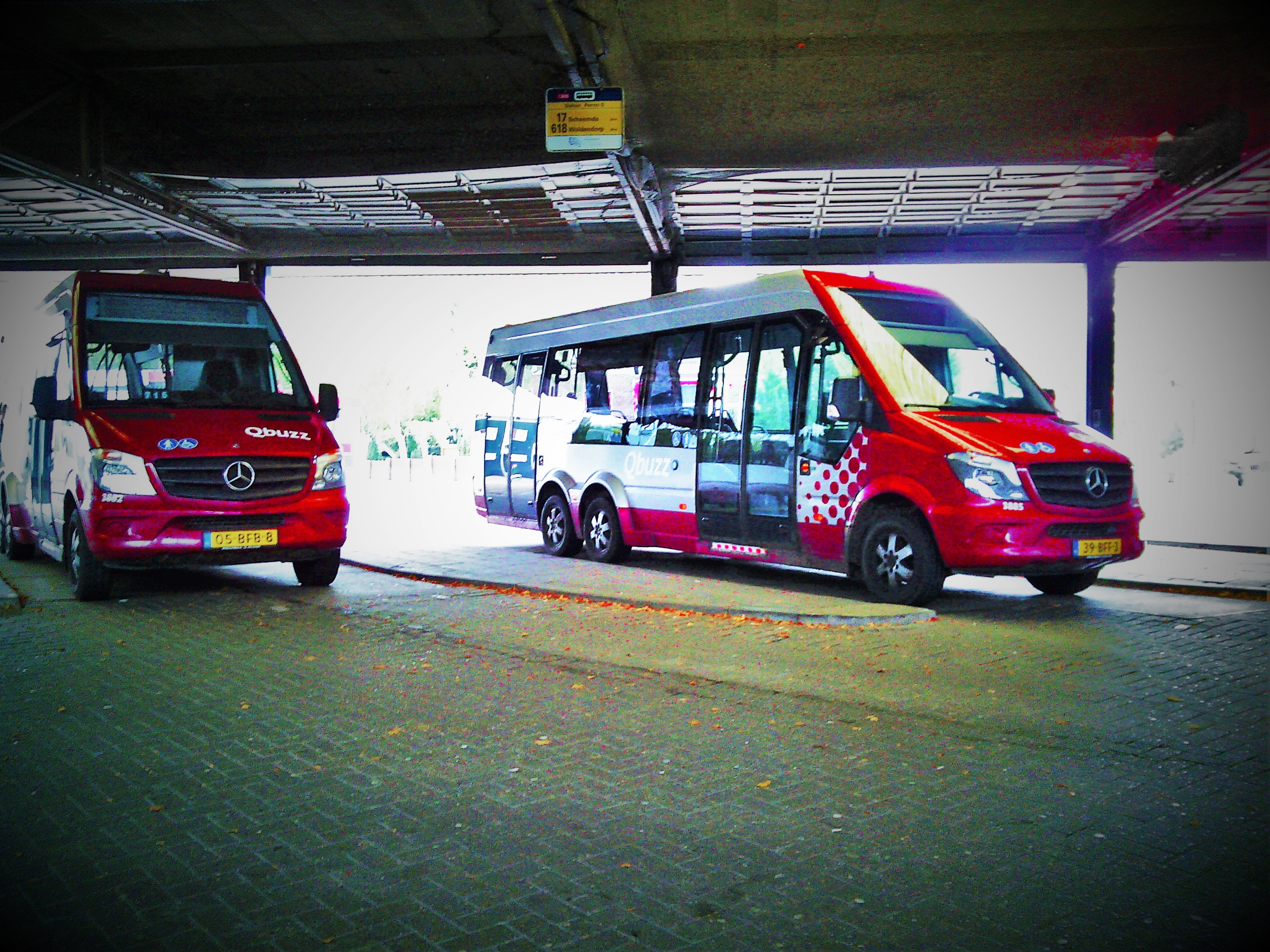
Mercedes-Benz Sprinter City in den Niederlanden
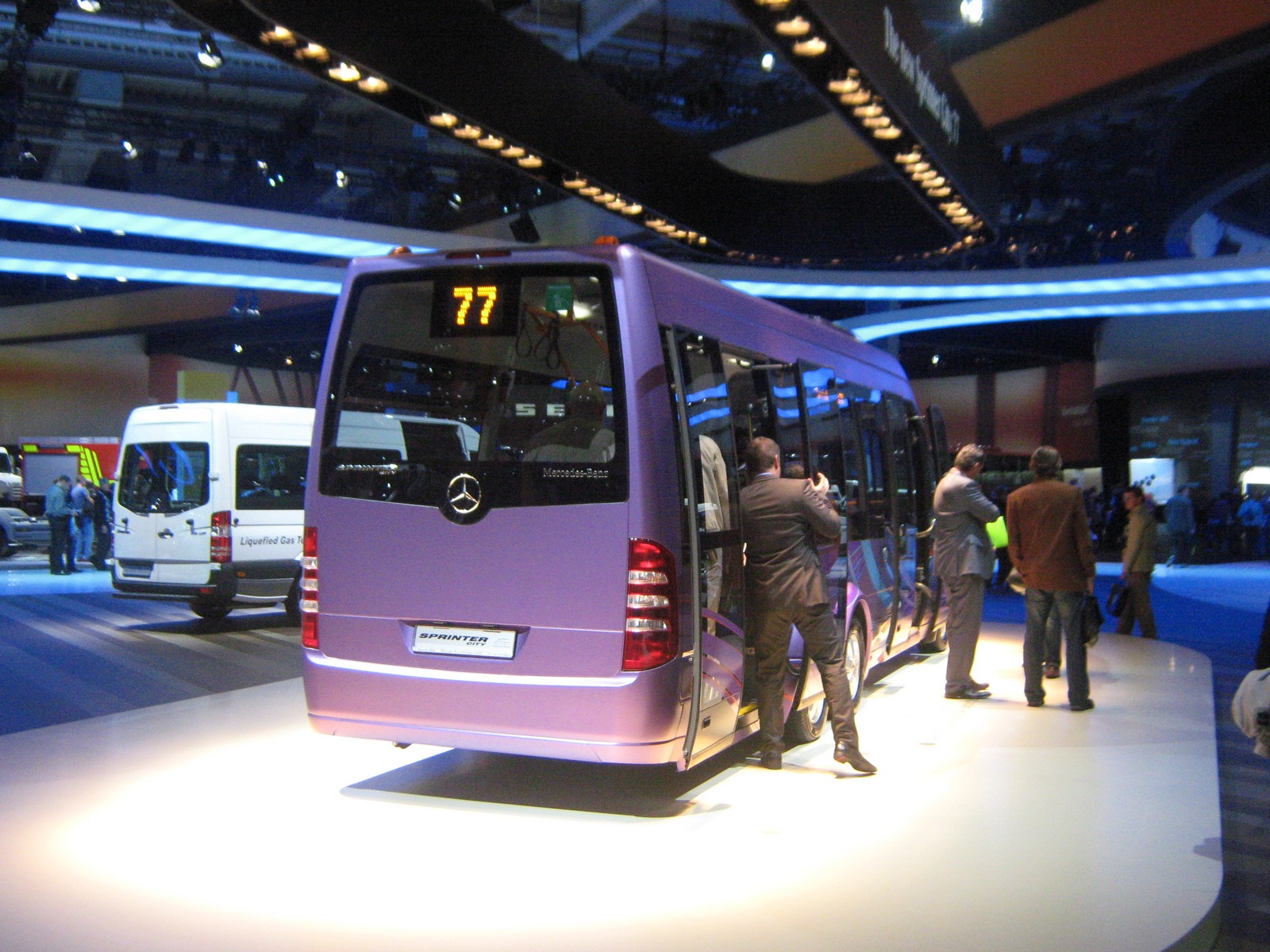
Heck eines Sprinter City bei der IAA 2010

## Produktionszahlen Mercedes-Benz-Bus
| Jahr          | 1945 | 1946 | 1947 | 1948 | 1949 | 1950  | 1951  | 1952  | 1953  | 1954  | 1955  | 1956  |
| ------------- | ---- | ---- | ---- | ---- | ---- | ----- | ----- | ----- | ----- | ----- | ----- | ----- |
| Groß-Omnibus  | 0    | 0    | 0    | 82   | 398  | 1.532 | 1.081 | 1.592 | 2.173 | 2.161 | 2.296 | 2.035 |
| Klein-Omnibus | 0    | 0    | 0    | 0    | 0    | 0     | 0     | 0     | 0     | 0     | 0     | *     |

| Jahr          | 1957  | 1958  | 1959  | 1960  | 1961  | 1962  | 1963  | 1964  | 1965  | 1966  | 1967  |
| ------------- | ----- | ----- | ----- | ----- | ----- | ----- | ----- | ----- | ----- | ----- | ----- |
| Groß-Omnibus  | 2.922 | 3.263 | 3.364 | 4.153 | 4.182 | 4.196 | 3.778 | 3.451 | 3.560 | 4.548 | 4.802 |
| Klein-Omnibus | *     | *     | *     | *     | *     | *     | *     | *     | *     | *     | *     |

| Jahr          | 1968  | 1969  | 1970  | 1971  | 1972   | 1973   | 1974   | 1975   | 1976   | 1977   | 1978  |
| ------------- | ----- | ----- | ----- | ----- | ------ | ------ | ------ | ------ | ------ | ------ | ----- |
| Groß-Omnibus  | 6.035 | 8.296 | 9.531 | 8.047 | 10.997 | 12.100 | 13.726 | 13.344 | 12.824 | 11.595 | 8.210 |
| Klein-Omnibus | *     | 2.791 | 4.061 | 2.804 | 3.698  | 5.088  | 6.605  | 6.572  | 7.425  | 4.421  | 1.657 |

| Jahr          | 1979  | 1980  | 1981  | 1982  | 1983  | 1984  | 1985 | 1986 | 1987 | 1988 | 1989 |
| ------------- | ----- | ----- | ----- | ----- | ----- | ----- | ---- | ---- | ---- | ---- | ---- |
| Groß-Omnibus  | 1.763 | 1.841 | 2.335 | 1.466 | 908   | 901   |      |      |      |      |      |
| Klein-Omnibus | 8.529 | 9.643 | 9.647 | 7.925 | 7.123 | 5.186 |      |      |      |      |      |

* Nicht gesondert aufgeschlüsselt; Klein-Omnibus in Zahlen für Transporter mit enthalten.
Quelle:

## Produktionsstandorte
Die europäischen Produktionsstandorte befinden sich in
- Mannheim (Stadtbusse)
- Neu-Ulm (hauptsächlich Reisebusse)
- Ligny-en-Barrois (Frankreich)
- Dortmund-Brackel (Tochterunternehmen Mercedes-Benz Minibus GmbH, Umbau von Transportern wie Sprinter in Kleinbusse, seit 2001)
- Hoşdere (Mercedes Benz Türk AŞ Türkei) Stadt-/Reisebusse

Weitere Werke der international unter verschiedenen Marken vermarkteten Daimler Buses gibt es in der Türkei, in Brasilien, Argentinien und Mexiko, wo hauptsächlich Fahrgestelle hergestellt werden, die von Karosseriebauunternehmen mit Busaufbauten für den dortigen Markt versehen werden. Am indischen BharatBenz-Lkw-Produktionsstandort Chennai soll ein weiterer Produktionsstandort zur Herstellung von Busfahrgestellen (zunächst für 1500 Einheiten pro Jahr, später 4000 Einheiten möglich) eingerichtet werden, der auch den afrikanischen Markt bedienen soll.